# Historia del fútbol

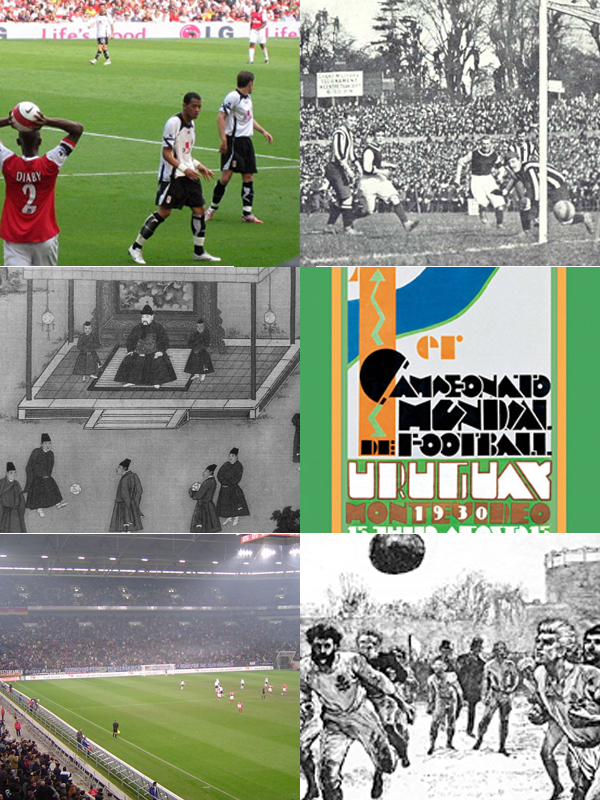
Diferentes escenas de la historia del fútbol

La historia del fútbol se considera a partir de 1863, año de fundación de la Asociación Inglesa de Fútbol. Sin embargo, su origen –al igual que el de los demás códigos de fútbol– se remonta a varios siglos en el pasado, siendo de particular importancia los códigos utilizados en las islas británicas durante la Edad Media. Al mismo tiempo, existían varias similitudes entre los diferentes juegos de pelota que se desarrollaron desde el siglo III a. C.
Los primeros códigos británicos que dieron origen al balompié se caracterizaban por su poca organización y violencia extrema. No obstante, existían otros códigos menos violentos y mejor organizados en otras latitudes. Quizás uno de los más conocidos fue el calcio florentino, deporte de equipo muy popular en Italia que tuvo incidencia en los códigos de algunas escuelas británicas. La formación definitiva del fútbol tuvo su momento culminante durante el siglo xix.
En 1848, representantes de diferentes colegios ingleses se dieron cita en la Universidad de Cambridge para crear el código Cambridge, que funcionaría como base para la creación del reglamento del fútbol moderno. Finalmente, en 1863 en la ciudad de Londres se oficializaron las primeras reglas del fútbol.
Desde entonces el fútbol ha tenido un crecimiento constante que lo ha llevado a ser en la actualidad el deporte más popular del mundo. Aproximadamente 270 millones de personas al día participan directamente en la actividad; asimismo, se piensa que los aficionados son más de 4.000 millones. Con la realización de la primera reunión de la International Football Association Board en 1886 y la fundación de la FIFA en 1904, este deporte se ha expandido hasta llegar a todos los rincones del mundo. A partir de 1930 se comenzó a disputar la Copa Mundial de Fútbol, que se convertiría en el evento deportivo con mayor audiencia del mundo.

## Orígenes

### Juegos antiguos

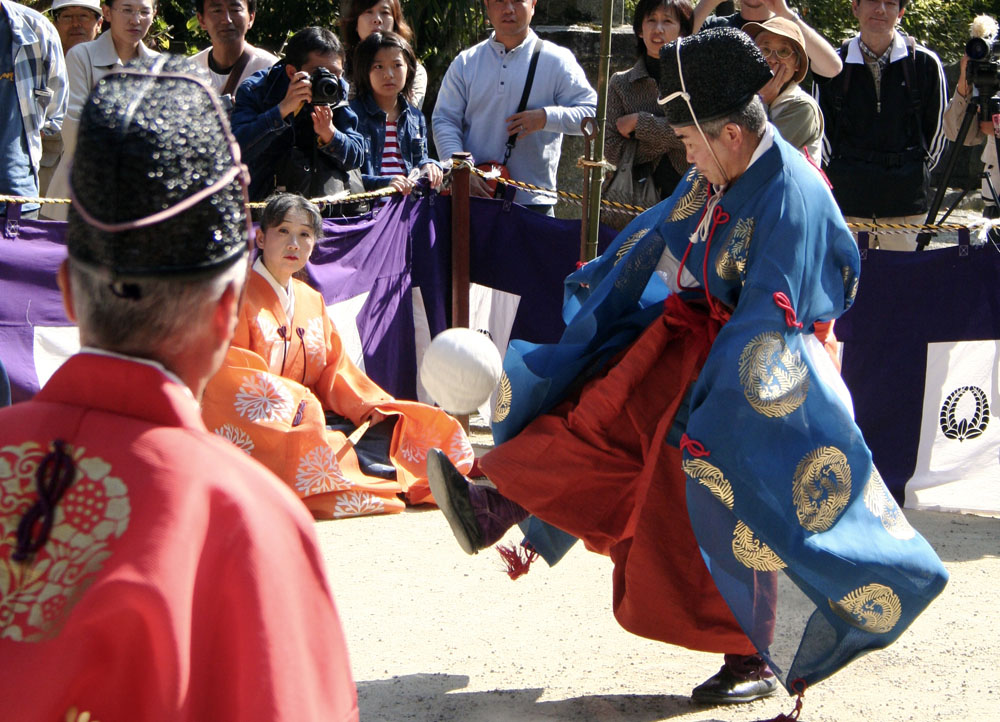
Representación moderna del kemari en Japón.

La actividad más antigua de la que se ha derivado el fútbol o algún otro código del cual se tenga conocimiento data de los siglos III y II a. C. Estos datos se basan en un manual de ejercicios militares correspondientes a la dinastía Han de la antigua zona central de China. El juego era llamado ts'uh Kúh (también se puede encontrar como tsu chu o luju), y consistía en lanzar una pelota con los pies hacia una pequeña red de diferentes materiales. Una variante agregaba una modalidad donde el jugador debía sortear el ataque de sus rivales. También en el Lejano Oriente, aunque unos cinco o seis siglos después del juego mencionado anteriormente, existió una variante japonesa llamada kemari, la cual tenía un carácter más ceremonial, siendo el objetivo del juego mantener una pelota en el aire pasándosela entre los jugadores.
En el Mediterráneo se destacaron dos formas de juegos: el harpastum en Roma y el episkyros en la Antigua Grecia, sobre el cual se tiene muy poca información. El mencionado en primer término era disputado por dos equipos en un terreno rectangular demarcado y dividido a la mitad por una línea. Los jugadores de cada equipo podían pasarse un pequeño balón entre estos, y el objetivo era enviarlo al campo contrario. Esta  variante fue muy popular entre los años 1900 y 800, y a pesar de haber sido introducida en las islas británicas su ascendencia hacia el fútbol actual es dudosa.

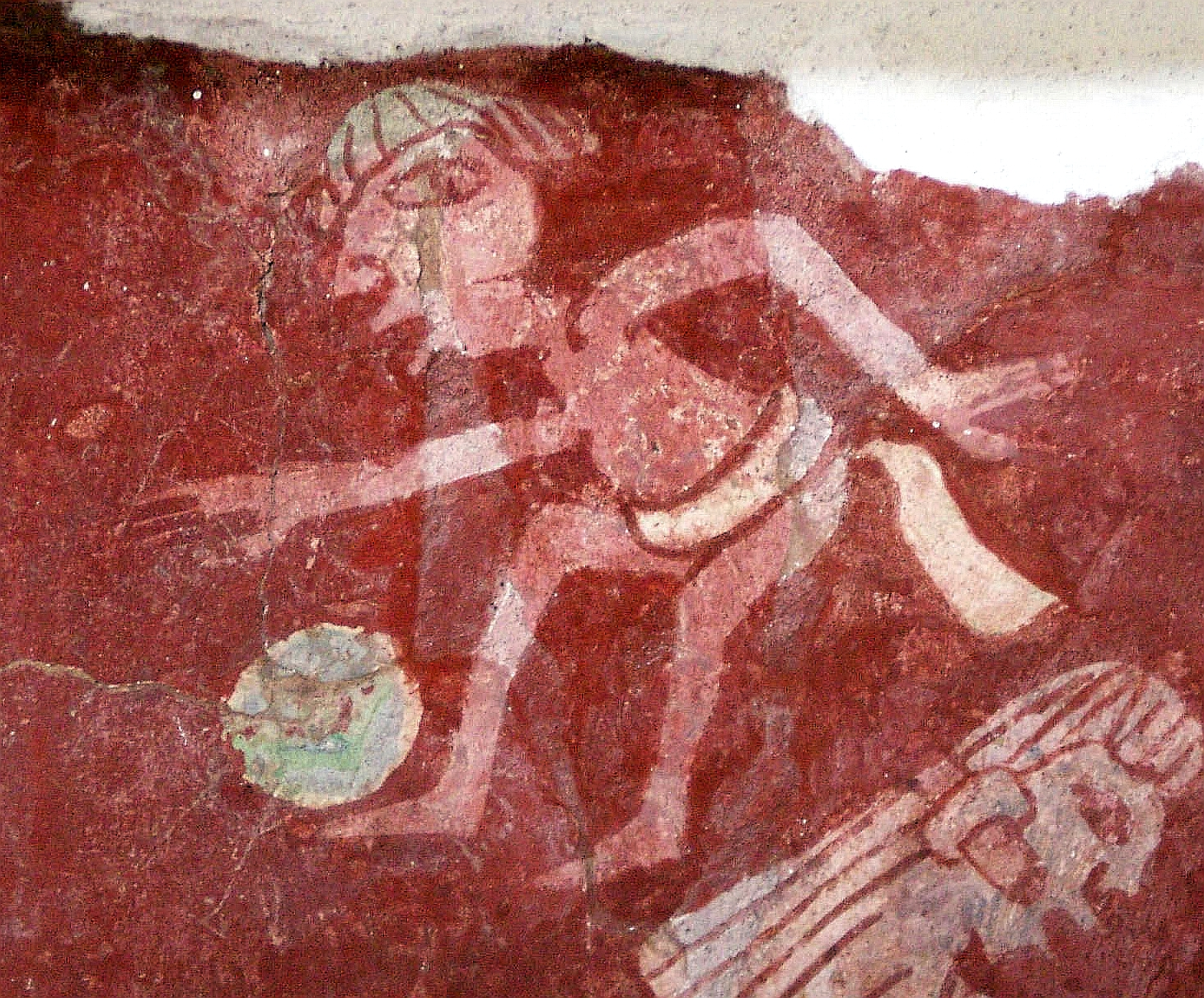
Mural de un jugador de fútbol en Tepantitla cerca de Teotihuacán, México.

Durante la Era de los descubrimientos se comenzaron a conocer deportes provenientes del Nuevo Mundo. Se estima que el pok ta pok de la cultura maya tendría 3.000 años de antigüedad. En Groenlandia también se jugaba un deporte que se asemejaba al fútbol, mientras que el juego denominado marngrook de Oceanía tenía características que lo asemejaban más al fútbol australiano. En lo que hoy es Estados Unidos los aborígenes practicaban otros juegos: el pasuckuakohowog en el área continental y el asqaqtuk en Alaska.
Los indígenas de la Amazonia boliviana aseguran que sus antepasados practicaron un deporte en el que debían correr detrás de una bola de goma que debían introducir entre dos palos sin hacer uso de las manos.

### Edad Media

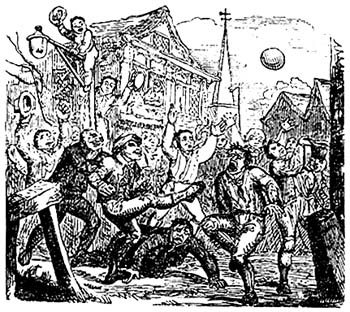
Encuentro de fútbol de carnaval

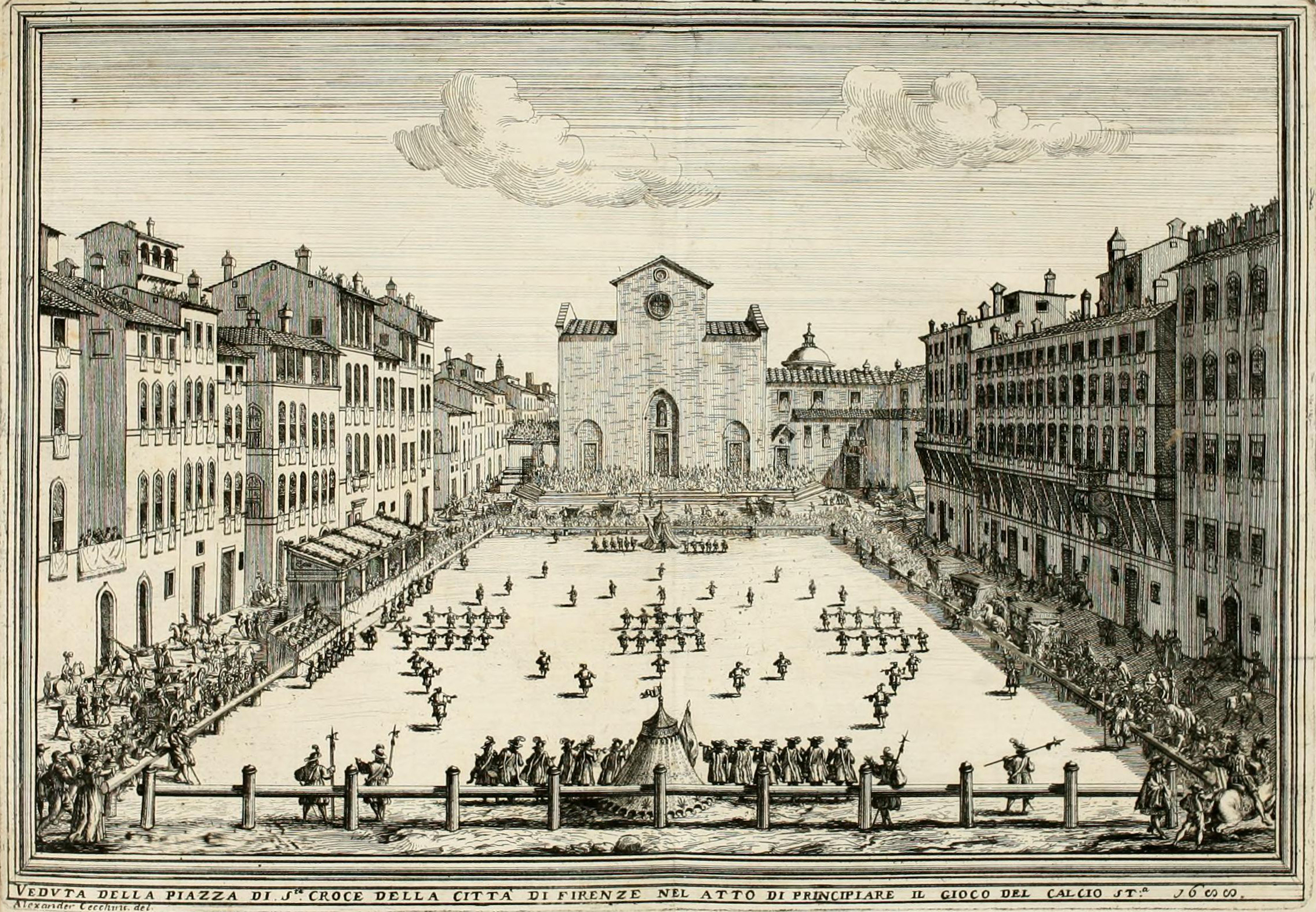
Un campo de calcio florentino en la Plaza de la Basílica de Santa Cruz en Florencia (1688)

Se conoce como fútbol medieval a los diferentes códigos practicados en la Europa de la Edad Media, particularmente en las islas británicas y zonas aledañas. El registro más antiguo de una actividad similar al fútbol moderno en la época surgió en los años 1170 de la mano de un texto de William FitzStephen, donde explicaba la realización de un juego de pelota (no se usaba la palabra fútbol) practicado por los jóvenes londinenses. La violencia de estos juegos y la necesidad de que los soldados practicaran la arquería en lugar de lo primero llevaron a que Eduardo II de Inglaterra prohibiera el juego en 1314. Desde entonces los juegos continuaron en forma ilegal.
El soule era un juego de pelota francés que se practicaba en prados, bosques, landas y hasta las villas o estanques. El fin era devolver el balón en un lugar indicado, el fogón de una casa por ejemplo. En ciertos casos, hasta había que mojar el soule en una fuente antes de alojarlo en la ceniza. El juego era pues sólo una galopada inmensa entrecortada de peleas (scroumages o mêlées) más o menos encarnizadas. El instrumento de juego podía ser una pelota de cuero, una vejiga de cerdo llena de heno, una pelota de tela o una bola de madera. Uno de los documentos más antiguos que conciernen a la soule es una ordenanza del rey Carlos V de Francia de 3 de abril de 1365, en la que precisa "que no puede figurar entre los juegos que sirven el ejercicio del cuerpo". En 1440, otra interdicción hecha por el obispo de Tréguier precisa que este juego ya se practica desde hace muchísimo tiempo y amenaza a los jugadores con la excomunión y 100 sueldos de multa, lo que prueba que la soule fue muy apreciada en aquella época: había que inspirar el miedo para terminar con el juego.
El fútbol de carnaval era practicado en las islas británicas y estaba carente de regulación. El número de participantes por equipo era por lo general ilimitado, llegando incluso participar pueblos enteros. Prácticamente cualquier forma de trasladar el balón a la meta contraria, a veces ubicada en el pueblo rival, era válida, aunque no se permitía asesinar a otra persona. Los orígenes del fútbol de carnaval son inciertos, aunque existe una hipótesis que afirma que provenía del norte de Francia. Algunas de estas variantes se continúan practicando la época previa a la Cuaresma (shrovetide en inglés), siendo una de las más conocidas el Ashbourne Shrovetide Football, deporte practicado en el pueblo inglés de Ashbourne. Los equipos están conformados por personas nacidas a uno y otro lado del río Henmore, y el objetivo del juego es llevar una pelota hasta la meta contraria, un monumento de piedra ubicado en el agua, y golpear el balón 3 veces contra el mismo.
En la península itálica se practicaba una variante del fútbol medieval llamada calcio florentino, deporte más organizado y menos violento que sus pares británicos. El deporte tuvo sus orígenes en Florencia en el siglo XVI, siendo 1580 el año en que Giovanni Bardi presentó el primer juego de reglas. Se jugaba con dos equipos de 27 jugadores cada uno, y el objetivo era sumar más puntos que el equipo rival. Para esto se colocaba un agujero a cada lado del campo de juego, el cual era de dimensiones similares a un campo de fútbol actual, pero cubierto de arena. Utilizando cualquier parte del cuerpo se debía introducir la pelota en dichos agujeros, con lo cual se obtenían 2 puntos, pero si se fallaba el tiro se sumaba medio punto al equipo rival. El encuentro duraba 50 minutos y era controlado por 8 árbitros. Los torneos que se han disputado hasta la actualidad constan de 4 equipos, representados por ciertos colores, uno para cada zona de la ciudad. Un tratado de 1561 asegura que el deporte tuvo incidencia en una variante del fútbol de carnaval británico. En 1930 el juego se volvió a practicar tras 200 años de ausencia, esta vez como autopromoción de la cultura italiana a cargo de Benito Mussolini.

### Escuelas británicas
Durante el siglo XVI las variantes del fútbol de carnaval, caracterizadas hasta el momento por su violencia, des-organización y constantes prohibiciones debido a los puntos antes mencionados, comenzaron a formar parte de las actividades de recreación y educación física estudiantiles de las distintas escuelas privadas de las islas británicas, conocidas en ese lugar como escuelas públicas, siendo supervisadas y legisladas por las autoridades escolares.
Durante los siglos XVIII y XIX los distintos colegios fueron oficializando sus juegos de reglas. Las escuelas de Rugby, Marlborough y Cheltenham desarrollaron juegos donde se permitía el uso de los pies y las manos; Shrewsbury y Winchester primaban el uso de los pies para patear y trasladar la pelota (driblear); Charterhouse disputaba sus encuentros en los claustros de los monasterios; Eton y Harrow introdujeron la disputa de encuentros en grandes terrenos al aire libre, lo cual fomentaba el lanzamiento del balón a grandes distancias utilizando los pies; Westminster (Cambridge) utilizaba un juego más rudo, donde se permitían los tackles. En 1848 varios de estos colegios se dieron cita en la Universidad de Cambridge para unificar sus códigos y crear un juego de reglas estándar: las Reglas de Cambridge.
En la primera mitad del siglo XIX se reglamentaron las primeras reglas del fuera de juego. Se podían apreciar distintas variedades de leyes, muchas de las cuales han evolucionado a las reglas actuales de off-side de varios códigos del fútbol.
De los distintos códigos escolares actualmente sólo tres colegios continúan disputando encuentros en forma regular con esas reglas: Eton, Harrow y Winchester. Eton posee dos variantes: el juego de campo, muy similar al fútbol actual aunque con aspectos del rugby como los scrums y los tries, y el juego de la pared, un deporte que se juega en un campo alargado y muy estrecho con un muro a su lado y cuyo objetivo es llevar el balón al extremo contrario. El fútbol en Harrow se juega principalmente con los pies, aunque se pueden utilizar las manos para detener el balón o para empujar a un adversario, y su objetivo es hacer pasar la pelota entre dos postes verticales ubicados en los extremos del terreno. El juego de Winchester se juega en un terreno de 73 por 24,5 metros, el cual posee redes en sus laterales para impedir que el balón abandone el campo. Combina aspectos del fútbol y el rugby, y tiene como principal característica que un jugador de un equipo no puede tocar el balón después de que haya sido tocado por un compañero.

## Unificaciones delsigloXIX
A mediados del siglo XIX en Gran Bretaña comenzó un proceso regulador del fútbol de carnaval, estableciendo reglas escritas que pudieran ser compartidas ampliamente. Por entonces el fútbol era practicado entre los estudiantes de las escuelas secundarias privadas con reglas muy imprecisas que variaban considerablemente de escuela a escuela. En algunas escuelas se podía correr con la pelota en las manos, mientras en otras no; en algunas había una línea de fuera de juego, pero en otras no; en algunas se podía tomar, placar (tacklear) y patear al jugador contrario, pero en otras no; algunas promovían un juego más grupal basado en el pase, incluido el pase hace adelante (pass forward), mientras otras promovían un juego más individual basado en la habilidad (dribbling, regate o gambeta) y la fuerza de cada jugador. Y en cada escuela existían infinitas variantes y modificaciones.
En los años 1840 Gran Bretaña tuvo un gran desarrollo de su red ferroviaria que permitió a las personas trasladarse a mayores distancias. Este proceso hizo posible la realización de competencias intercolegiales, pero al poco tiempo se hizo evidente que era necesario unificar las reglas, porque aunque las mismas solían acordarse antes de cada encuentro, ello no lograba evitar los reclamos y discusiones sobre lo que se podía y lo que no se podía hacer.
Si bien las leyes del fútbol asociación fueron oficializadas en 1863, las reglas de Cambridge fueron tomadas como base para la creación del código actual. Otro reglamento popular en la época, las reglas de Sheffield, también aportó características importantes al nuevo deporte.

### Reglas de Cambridge

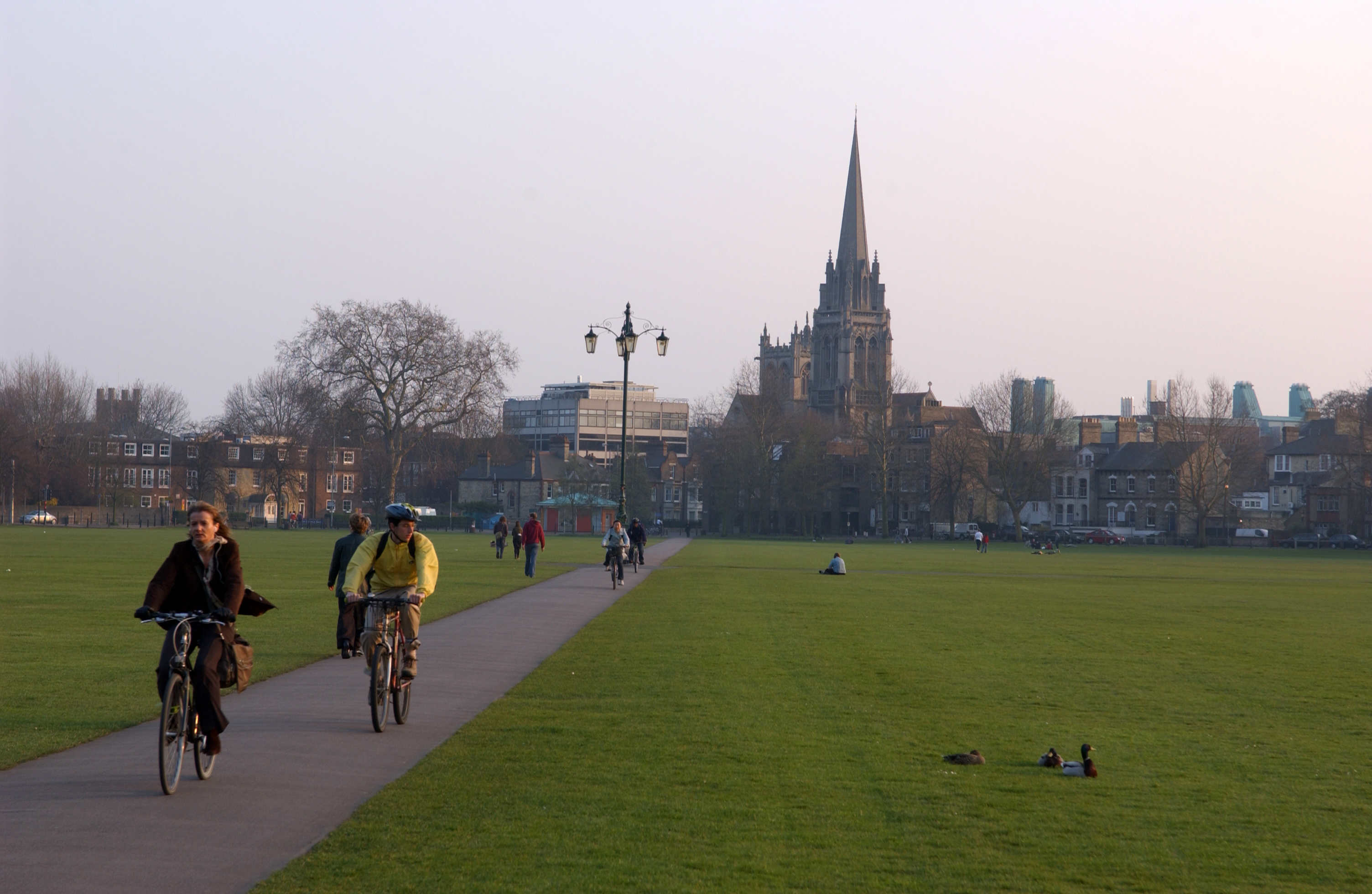
Parker's Piece, Cambridge, lugar donde se realizó el primer encuentro bajo las reglas de Cambridge

Los registros de la práctica de diferentes códigos de fútbol en la Universidad de Cambridge se remontan al año 1579. Desde entonces hasta mediados del siglo XIX cada equipo de la zona disputaba sus partidos con su propio juego de reglas. Fue en 1848 cuando dos estudiantes de la universidad, Henry de Winton y John Charles Thring, hicieron un llamado a miembros de otras escuelas para definir un único juego de reglas: las reglas de Cambridge, creadas junto al University Foot Ball Club. Aparte de Cambridge, también participaron Eton, Harrow, Winchester, Shrewsbury y Rugby. Actualmente no se conserva ninguna copia de las reglas de 1848, aunque todavía existe una que corresponde a 1856, posiblemente diferente en cuanto a contenido, que se conserva en Shrewsbury.
Las reglas de Cambridge fueron tomadas como base para la creación del fútbol asociación y de la Football Association en 1863. Las únicas diferencias radicaron en que las reglas de la Asociación no permitían el juego brusco y la utilización de las manos para trasladar el balón de tiento.

Las Reglas de Cambridge parecen ser las más adecuadas para ser adoptadas por la Asociación.
Charles Alcock, miembro del comité de The FA

Las reglas de 1856, las más antiguas que se conservan, contemplaban diferentes aspectos del juego: el inicio y reanudación del juego tras cada gol, los saques de meta y de banda, la utilización de las manos para tocar el balón y empujar o sujetar a los rivales, la definición de los encuentros e incluso una regla de fuera de juego. En 1862 Thring presentó un juego de reglas simples que reducían la cantidad de texto y de número de reglas.
Una vez establecidas las reglas de Cambridge, las mismas fueron clavadas en los árboles de Parker's Piece, un amplio parque en la ciudad usado para los juegos populares, y allí se jugó el primer partido siguiendo las nuevas reglas. Por esta razón los habitantes de Cambridge colocaron una placa recordatoria en el parque que dice:

"Aquí en Parker's Piece, en los 1800s, los estudiantes establecieron un conjunto de simples reglas de fútbol enfatizando habilidad sobre fuerza, que prohibieron atrapar la pelota y zancadillear. Estas reglas de Cambridge fueron la influencia definitoria de las reglas de 1863 de la Football Association."

### Reglas de Sheffield

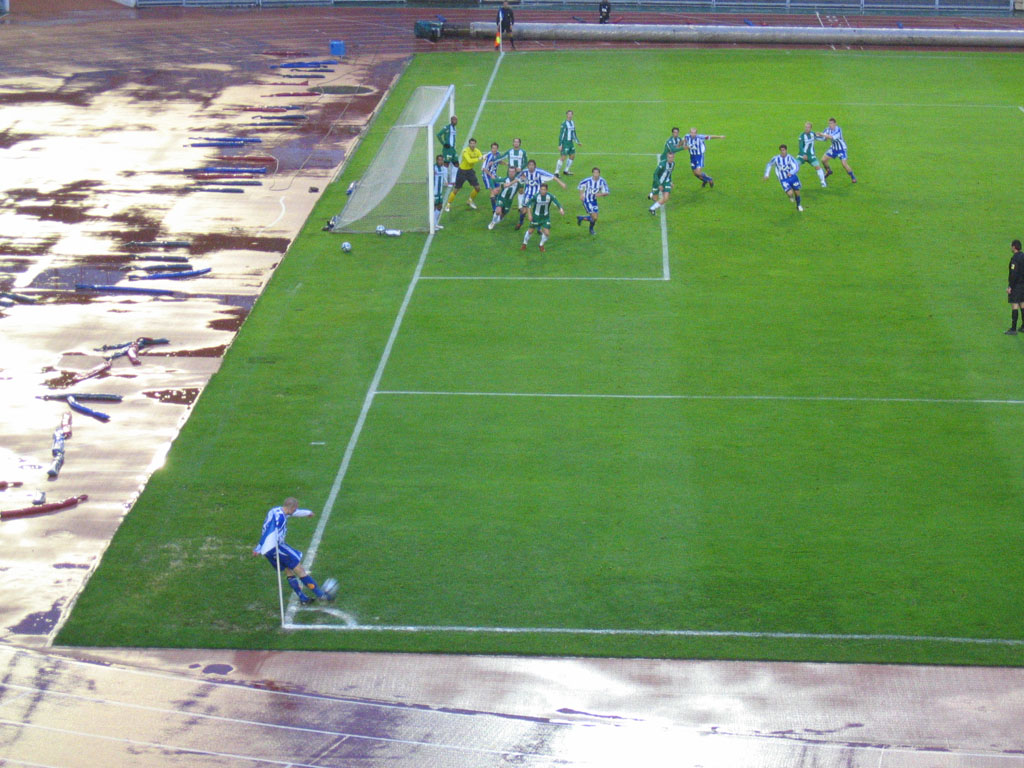
Los saques de esquina fueron una innovación de las reglas de Sheffield

Otro código que tuvo incidencia en la creación del fútbol asociación fueron las reglas de Sheffield. Si bien desde 1855 varios miembros del Sheffield Cricket Club comenzaron a practicar juegos de pelota sin reglas fijas, la fundación de este código se dio el día 24 de octubre de 1857 por Nathaniel Creswick y William Prest. La creación del código incluyó la formación del Sheffield Football Club, reconocido por la FIFA con una Orden de Mérito y por la Football Association como el club de fútbol más antiguo del mundo. En 1867 fue fundada la Sheffield Football Association, actual Sheffield and Hallamshire County Football Association, órgano que rige en la actualidad el fútbol del área de Sheffield.
El código Sheffield aportó varias reglas que actualmente se utilizan en el fútbol moderno. La utilización de un travesaño de material sólido para unir los postes verticales de la portería, la introducción de los saques de esquina, los tiros libres tras recibir una falta y los saques de banda, los primeros partidos con iluminación artificial y los sistemas de desempate, incluida la noción de prórroga y el gol de oro.
Estas reglas también se utilizaron para la disputa del primer torneo de cualquier código que incluyó un trofeo: la Copa Tommy Youdan. Participaron 12 clubes de la Sheffield FA en el formato de eliminación directa y la final se disputó en Bramall Lane, actual estadio del Sheffield United Football Club. En la misma el Hallam Football Club empató sin goles ante Norfolk, obteniendo el título los primeros por 2 rogues a 1. Al año siguiente se disputó otro torneo, la Copa Oliver Cromwell, la cual quedó en manos de The Wednesday tras vencer a su rival con lo que hoy se conoce como gol de oro, luego de empatar 0 a 0 con 0 rogues a 0 en el tiempo reglamentario ante Garrick.

### La asociación de fútbol  y la Football Association [FA]

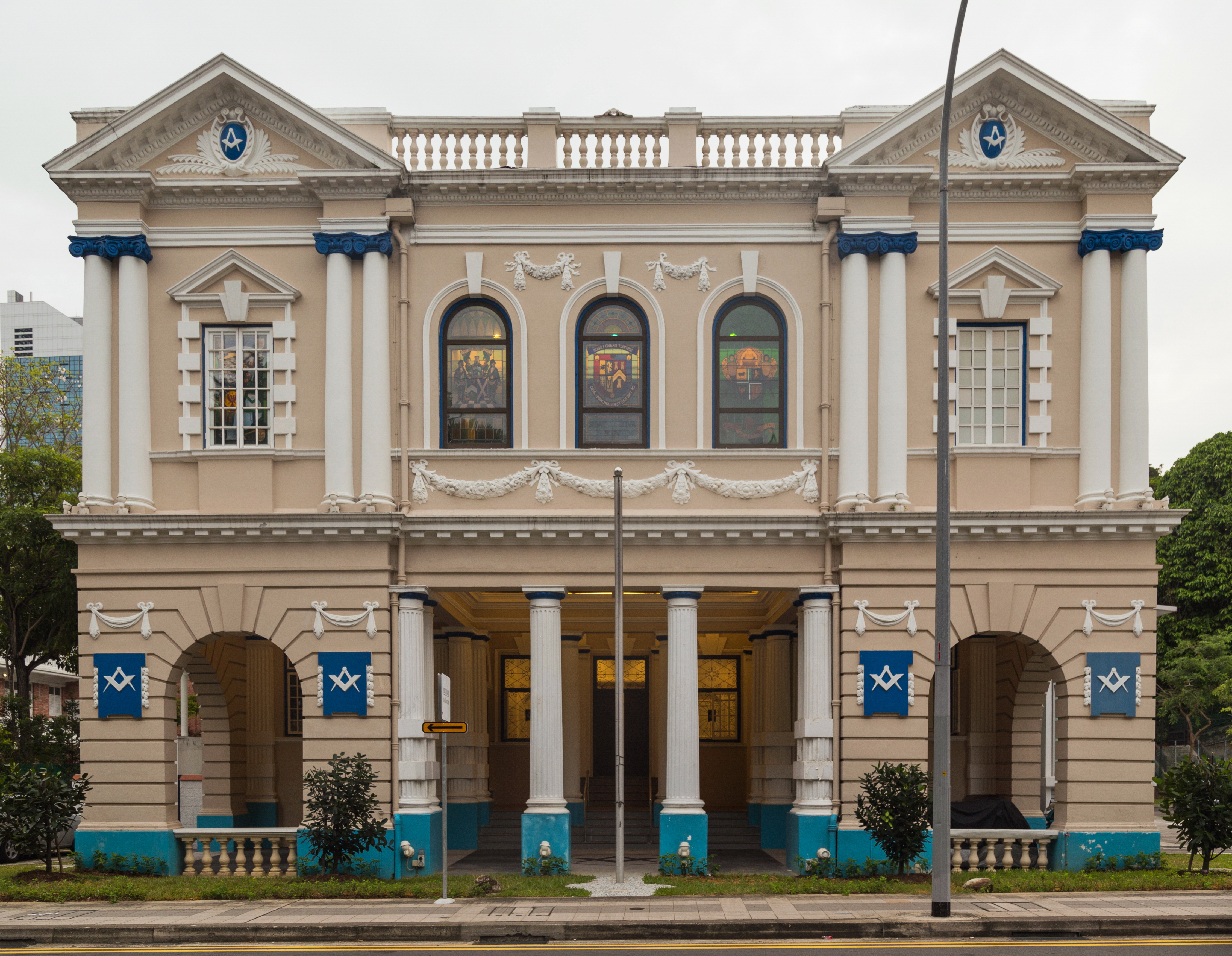
El Freemason's Hall, lugar donde se encontraba la Taberna Freemason's

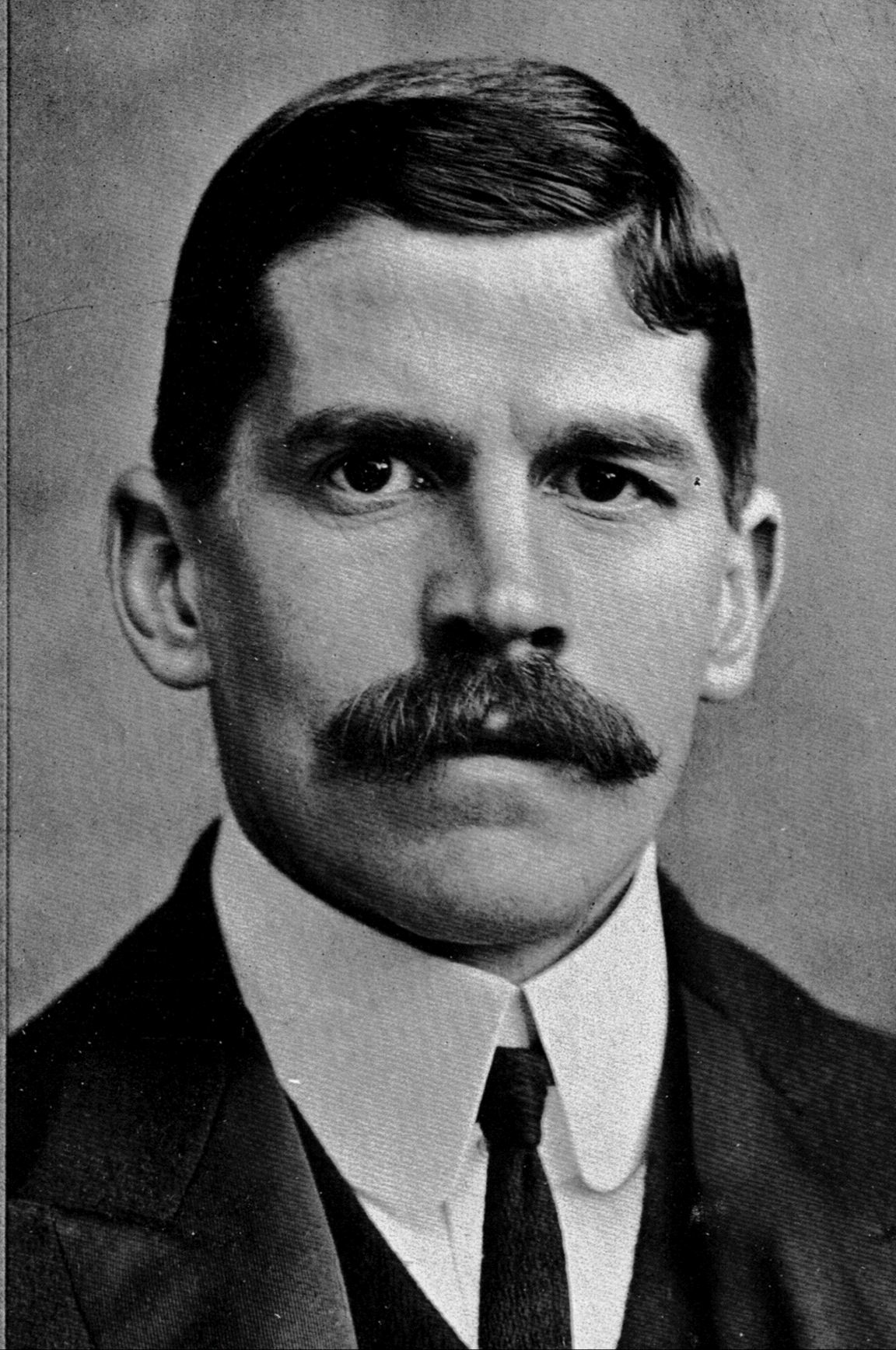
Charles Wreford-Brown, considerado el creador del término soccer

Si bien es difícil establecer una fecha exacta y aceptada en general, el nacimiento del fútbol suele fecharse el 26 de octubre de 1863, día de la fundación de The Football Association. Poco antes de esa fecha Ebenezer Cobb Morley había hecho un llamado a las distintas escuelas y clubes de Londres para efectuar una reunión con el objetivo de reglamentar un nuevo código del fútbol. Desde el 26 de octubre hasta el 8 de diciembre de 1863 se realizaron seis reuniones en la Taberna Freemason's con el objetivo de reglamentar el código y crear un órgano que rigiera el nuevo deporte. Participaron doce clubes de distintos puntos de Londres: Barnes, Blackheath, Blackheath Proprietary School, Charterhouse, Civil Services (más conocido como War Office Club), Crystal Palace (fundado en 1861, no confundir con el actual Crystal Palace), Forest of Leytonstone (futuro Wanderers FC), Kensington, NN Football Club, Perceval House, Surbiton y The Crusaders.
En la última reunión fue definido el reglamento del nuevo deporte, el cual recibiría el nombre de association football (fútbol asociación, en español), para diferenciarlo de otros códigos de fútbol de la época. Durante las últimas reuniones el Blackheath Football Club abandonaría la FA desconforme con la prohibición de los tackles; dicho club se convertiría en uno de los fundadores de la Rugby Football Union, el máximo órgano del rugby inglés.
Las 13 reglas oficializadas durante las reuniones fueron creadas tomando como base el código Cambridge, el cual era considerado como el más apto por la FA. Las reglas consideraban varios aspecto del juego: las medidas del campo de juego y las metas, el sorteo y comienzo del encuentro, las situaciones tras un gol, el gol marcado, los saques de banda, el fuera de juego, los saques de meta, las marcas, la prohibición de correr con el balón en manos, de golpear o agarrar con las manos al adversario, de utilizar las manos para lanzar o pasar el balón, de tomar el balón desde el suelo con las manos, el derecho a pasar el balón si se toma tras una marca o el primer rebote y los materiales del calzado.
Con la creación del juego también se formó la Asociación Inglesa de Fútbol, que hasta la actualidad rige el fútbol en Inglaterra. El primer presidente de la asociación fue Arthur Pember, mientras que el cargo de secretario lo ocupó por primera vez Ebenezer Cobb Morley.
A pesar de la unificación en un solo código, las disputas sobre la creación de un código definitivo y universal continuaron hasta finales de los años 1870, particularmente con los seguidores de las reglas de Sheffield. En 1878 se dio la fusión definitiva entre Sheffield y Londres (FA). La creación de la International Football Association Board puso fin a todas las diferencias.
En los años 1880 un estudiante y balompedista llamado Charles Wreford-Brown habría sido el creador del término soccer, palabra que se mantiene hasta la actualidad como sustantivo para denominar al fútbol asociación. El término se utiliza de la misma forma que rugger (rugby-er) es usado para denominar al rugby, pero utilizando la combinación de asocc (por association football, fútbol asociación en inglés) y el sufijo -er.

#### Profesionalismo y amateurismo

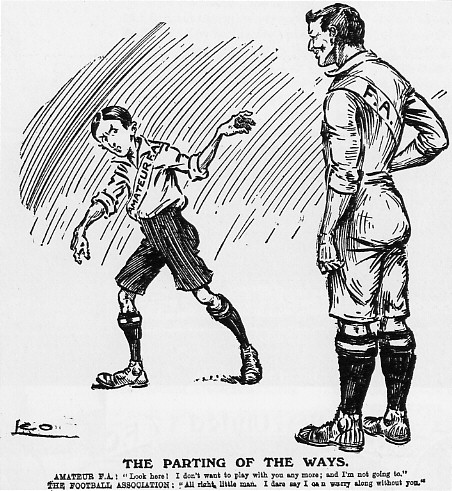
Una caricatura de la época que ilustra el rechazo al profesionalismo

Desde sus comienzos el fútbol en Inglaterra se caracterizó por ser amateur, sin embargo, desde la creación de la FA Cup en 1871 y el cobro de boletos para presenciar los encuentros, los futbolistas comenzaron a recibir ofertas económicas por jugar. Esto recibió un amplio rechazo por parte de la Asociación Inglesa de Fútbol, al límite de prohibir el profesionalismo en el fútbol.
El primer club con jugadores profesionales habría sido el Darwen Football Club, que en 1878 contrató a dos jugadores escoceses: James Love y Fergus Suter. La contratación pagada se mantuvo en secreto, aunque se levantaron sospechas cuando Fergus abandonó su trabajo como picapedrero. En años posteriores otros clubes siguieron los pasos de Darwen FC, aunque recibiendo suspensiones por parte de las autoridades al admitir la utilización de jugadores pagados.
En 1884 varios clubes formaron una asociación escindida de la Football Association: la British Football Association, en respuesta a la prohibición del profesionalismo. Finalmente el 20 de julio de 1885 la Football Association se vio forzada a oficializar el profesionalismo, aunque mantuvo restricciones económicas, geográficas e incluso sus dirigentes desalentaban esta práctica en el fútbol. Para financiar la paga de jugadores los clubes más poderosos organizaron una serie de encuentros en el formato de todos contra todos: la Football League, la primera competición de liga de la historia.

## Primeros eventos

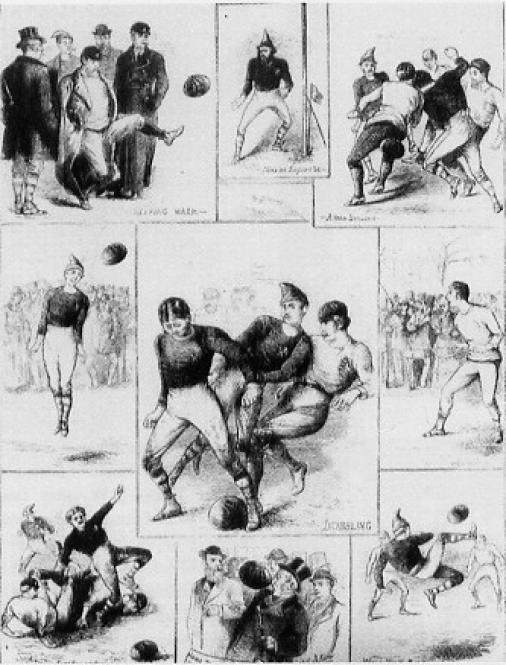
Escenas del primer encuentro oficial entre selecciones: 0- 0 (30 de noviembre de 1872)

Tras la oficialización del nuevo código, el 19 de diciembre de 1863 se disputó el primer partido oficial de este nuevo deporte novedoso: Barnes Rugby Football Club empató sin goles con el Richmond Football Club en un encuentro disputado en Mortlake, Londres, Inglaterra.
A nivel de selecciones nacionales la Football Association había disputado varios encuentros no oficiales entre su selección y un equipo conformado por jugadores londinenses con raíces escocesas en los primeros años de existencia de la Football Association. El primer encuentro oficial entre selecciones llegaría el 30 de noviembre de 1872, partido que fue disputado en Hamilton Crescent (actual campo de críquet), Partick, Escocia: ante 4000 personas Escocia e Inglaterra igualaron sin goles. Ambos equipos lucieron la indumentaria que mantienen en la actualidad.
El 20 de julio de 1871 el Secretario Honorario de la Football Association, Charles Alcock, hizo un llamado para organizar un campeonato entre los clubes de la asociación: la FA Cup, el torneo más antiguo de la historia de este deporte. El 11 de noviembre de ese año, 15 equipos comenzaron la disputa de la primera edición de este torneo, la cual fue ganada por el Wanderers Football Club.
Gracias a la unificación de reglas por parte de las asociaciones británicas en 1882, que posteriormente resultaría en fundación de la International Football Association Board, se celebraría la primera edición del British Home Championship en 1884. El torneo se realizó entre enero y marzo, y fue obtenido por la selección escocesa en forma invicta, ganando todos sus encuentros. Este torneo fue el más antiguo de la historia a nivel de selecciones hasta su desaparición en 1984, año en que la Copa América pasaría a ostentar dicho logro.
Desde que el balompié se hizo profesional en Inglaterra en 1885, la realización de encuentros amistosos se hacía muy difícil debido a la poca organización de los clubes. Para remediar esto, William McGregor, dirigente del Aston Villa, convocó a otros clubes a una reunión el 22 de marzo de 1888 para organizar la primera competición de liga: la Football League. La competición se inició el 8 de septiembre de 1888. La primera edición contó con la participación de 12 clubes y fue obtenida en forma invicta por el Preston North End Football Club. Cada equipo disputó un encuentro como local y otro como visitante ante cada uno de los demás participantes, totalizando 22 encuentros por club.

## Expansión internacional

### IFAB y las reglas del juego
Desde la unificación de reglas de 1863 por parte de la Football Association de Inglaterra, cada asociación del Reino Unido de Gran Bretaña e Irlanda jugaba sus encuentros con reglas levemente diferentes, lo cual causaba problemas al momento de disputar encuentros entre sí. Para remediar esto los ingleses hicieron un llamado a las demás asociaciones para crear una serie de reglas universales. El primer paso para lograrlo se dio el 6 de diciembre de 1882, cuando en una conferencia en Mánchester las cuatro asociaciones se pusieron de acuerdo y elaboraron un juego de reglas para ser utilizado en todo el reino. La fundación del Board como tal se dio cuatro años más tarde: el 2 de junio de 1886 en Londres la Asociación Escocesa de Fútbol (Escocia), la Asociación de Fútbol de Gales (Gales), la Asociación Inglesa de Fútbol (Inglaterra) y la Asociación Irlandesa de Fútbol (toda Irlanda hasta 1921 y solo Irlanda del Norte desde la división de la isla) celebraron la primera reunión oficial. El acercamiento de las Home Nations, apodo de las cuatro asociaciones, dio lugar a la creación del British Home Championship, que se comenzó a disputar en 1884 y perduró por 101 años.
En 1912 un petitorio de la FIFA para ingresar como miembro del Board fue rechazado aludiendo que el momento no era el más adecuado. Durante una reunión especial de 1913 el tema fue tratado nuevamente, aunque esta vez se dio un plazo de tiempo para que las Home Nations analizaran el tema internamente. Finalmente el 4 de abril de 1913 la FIFA pasó a formar parte del IFAB y en junio de ese mismo año participó por primera vez como miembro en una reunión oficial.
El funcionamiento de la IFAB consta de dos reuniones ordinarias: entre febrero y marzo de cada año se lleva a cabo la Reunión General Anual, donde se discuten los cambios a las reglas del juego, y entre septiembre y octubre la Reunión Anual de Negocios es el centro de debate de temas relacionados al funcionamiento del Board, pero no se permiten cambios a las reglas del juego.

### Desarrollo fuera del Reino Unido
El balompié se fue extendiendo paulatinamente al resto de los países europeos a finales del siglo XIX gracias a la actividad de los soldados, marineros, funcionarios de las colonias, hombres de negocios, ingenieros y maestros ingleses, que practicaban el nuevo deporte y promovían su difusión entre los locales, tal cual había sucedido con otros deportes, como el críquet.
Los primeros países europeos en recibir al fútbol fueron los de la zona central. Dinamarca y los Países Bajos, ambos en 1889, fueron los primeros en formar sus asociaciones. La gran colonia británica en Austria inició el fútbol en ese país, donde se destacó la presencia de Hugo Meisl, figura de la creación de la Copa Mitropa, el prototipo de los eventos europeos de clubes modernos. A finales de siglo el deporte ya se había arraigado en varios países además de los ya mencionados: Italia, Hungría e incluso Rusia. A principios del siglo XX Alemania, Bélgica, Noruega, Checoslovaquia, España, entre otros, también comenzarían a tener una práctica habitual del fútbol.
En América del Sur los marineros británicos introdujeron el fútbol a los habitantes del Cono Sur a partir de los años 1870, principalmente en la zona del Río de la Plata: Argentina y Uruguay y el sur de Brasil. La Primera liga de América fue la liga Argentina, fundada en 1891. Además se destaca la rápida adopción y organización del deporte en la región ya que Argentina y Chile fueron los primeros países de la región en crear sus federaciones, a fines del siglo XIX (1893 y 1895 respectivamente) las que están entre las 10 más antiguas del mundo. Paulatinamente el juego se fue expandiendo a otros países, como fue el caso de Paraguay a comienzos del siglo XX. En 1901 Uruguay y Argentina se enfrentaron por primera vez, siendo éste el primer partido internacional fuera de las islas británicas; este clásico se convirtió en el encuentro internacional más jugado de la historia del fútbol.
En América del Norte y Oceanía el crecimiento del deporte ha sido considerablemente más lento, aun con la gran influencia inglesa que hay en estas zonas. En Estados Unidos los primeros eventos relacionados con el fútbol datan de los años 1860. En África el movimiento colonial británico tuvo una gran notoriedad en la introducción del fútbol, pero el deporte ha tenido un crecimiento más lento en esta zona. En Asia el balompié no pudo salir del ámbito universitario hasta los años 1980, cuando el crecimiento económico y las relaciones con occidente permitieron un mejor avance del juego.

### FIFA
La Fédération Internationale de Football Association, conocida por su acrónimo FIFA, fue fundada el 21 de mayo de 1904 en París (Francia) por representantes de 8 países: Bélgica (Union Belge des Sociétés de Sports), Dinamarca (Dansk Boldspil Union), España (Madrid Football Club), Francia (Union des Sociétés Françaises de Sports Athlétiques), Países Bajos (Nederlandsche Voetbal Bond), Suecia (Svenska Bollspells Förbundet) y Suiza (Association Suisse de Football); Alemania (Deutscher Fußball-Bund) confirmó su afiliación el mismo día por telegrama. Su fundación comenzó a perfilarse ante la realización de los primeros encuentros internacionales entre selecciones no pertenecientes al Reino Unido de Gran Bretaña e Irlanda; las pertenecientes al mismo rechazaron la idea de un órgano mundial de fútbol. Dos días después de la fundación Robert Guérin fue nombrado primer presidente de la FIFA. El primer gran logro del organismo fue la afiliación de The Football Association como miembro pleno, a la cual se sumaron años después las otras asociaciones británicas. Durante los años 1910 se afiliaron miembros de fuera de Europa, siendo el primero de ellos Sudáfrica entre 1909 y 1910. La realización de un torneo de carácter mundial en 1906 falló, mientras que el fútbol en los Juegos Olímpicos no tenía la envergadura esperada por la FIFA para un torneo de clase mundial.
Durante la I Guerra Mundial la FIFA estuvo a punto de desaparecer, aunque esto no pasó gracias al trabajo de Carl Anton Wilhelm Hirschmann. El 1 de marzo de 1921 sería una fecha de vital importancia para la historia del fútbol: Jules Rimet asumía como tercer presidente de la FIFA. En 1929 en Barcelona (España), Uruguay fue elegido sede de la primera Copa Mundial de Fútbol, a disputarse en 1930. Si bien Uruguay pagaría todos los gastos de los participantes, muchas selecciones europeas se abstuvieron de participar debido a la crisis posguerra que vivía el viejo continente. La II Guerra Mundial frenaría nuevamente el crecimiento de la FIFA, pero gracias a los fondos recaudados por el denominado Partido del Siglo la organización pudo salir adelante. Dicho encuentro se disputó el 10 de mayo de 1947 entre Gran Bretaña y un combinado del resto de Europa. Ante 135.000 personas los británicos golearon por 6 goles a 1. Este encuentro y la realización de la Copa Mundial de 1950 en Brasil darían el puntapié inicial para la etapa de mayor éxito de la FIFA. En 1954 Jules Rimet, El padre del Campeonato Mundial, dejaría su cargo, siendo condecorado con el título de Presidente Honorario de la FIFA. Desde entonces el crecimiento de la FIFA ha sido imparable, llegando a tener 208 asociaciones divididas en 6 confederaciones.

### Juegos Olímpicos

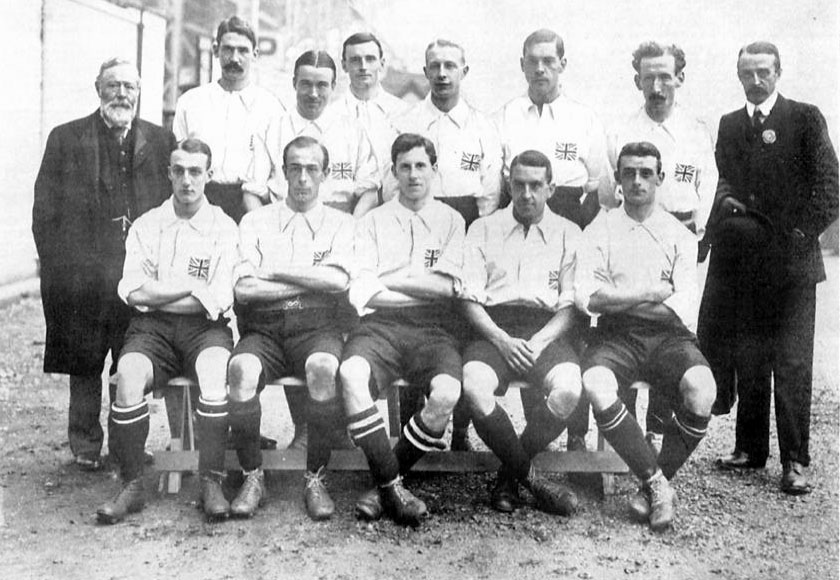
La selección amateur del Reino Unido obtuvo el primer campeonato mundial de selecciones en 1908

La primera edición de los Juegos Olímpicos modernos, disputada en 1896, no tuvo al fútbol como evento. El deporte formó parte del calendario en 1900 y 1904 como deporte de exhibición y en los Juegos Intercalados de 1906, aunque en carácter no oficial. Todos estos torneos fueron disputados por equipos de diferentes tipos: selecciones nacionales, regionales, clubes y combinados que incluso utilizaban jugadores de más de un país en ocasiones. El Comité Olímpico Internacional reconoce las ediciones de 1900 y 1904 y las incluye en el medallero.
La edición de 1908 fue la primera de carácter oficial y reconocida por la FIFA, además es considerada la primera edición de un campeonato de nivel mundial. El título quedó en manos de la selección del Reino Unido. A partir de 1924 el torneo comenzó a ser organizado por la FIFA, y las ediciones de 1924 y 1928, ambas obtenidas por Uruguay, serían reconocidas como Campeonatos mundiales de fútbol[cita requerida]. El torneo quedó relegado a partir de 1930 cuando se realizó la Primera Copa Mundial de Fútbol en Uruguay.
En principio el torneo estaba abierto a jugadores de cualquier nivel, pero desde 1936 hasta 1980 se limitó únicamente a jugadores aficionados. En 1984 y 1988 se permitió el uso de balompedistas profesionales, excepto jugadores de Europa y Suramérica que habían participado en alguna Copa Mundial de Fútbol. En 1992 se introdujo el sistema actual: se permiten jugadores de cualquier tipo con 23 años o menos de edad, aunque se podrán presentar hasta 3 futbolistas que sobrepasen dicha edad. Desde 1996 también se celebra una edición femenina del torneo, la cual está abierta a jugadoras de cualquier condición y edad.

### Copa del Mundo
La incursión de la FIFA en los Juegos Olímpicos a partir de 1924 motivó la creación de un torneo propio y de mayor nivel. Gracias al trabajo de Jules Rimet, el 28 de mayo de 1928 en Ámsterdam fue aprobada la realización de una Copa Mundial de Fútbol cada cuatro años. El 18 de mayo del año siguiente en el Congreso de la FIFA en Barcelona (España) se definió que Uruguay fuera sede de la Primera Copa Jules Rimet, a disputarse en 1930. La gran actuación uruguaya en los Juegos Olímpicos, el buen estado económico que disfrutaba el país suramericano y la coincidencia con el centenario de la jura de la primera Constitución uruguaya llevaron a que los otros candidatos cedieran el honor al país sudamericano.
La selección local obtendría la primera edición de la Copa tras vencer a Argentina por 4 goles a 2 en el recién construido Estadio Centenario. Luego del éxito de la primera edición, la segunda edición celebrada en Italia en 1934 vio como campeón a la escuadra italiana, aunque las amenazas y dudas que generaron la realización del torneo deslucieron el título azzurro. Una situación similar ocurrió durante la Copa Mundial de Francia 1938, donde el seleccionado italiano, esta vez vestido de negro, repitió el título. El ambiente político inestable que se vivió en las últimas Copas Mundiales sería común denominador de los años siguientes, donde la Segunda Guerra Mundial llevó a la suspensión del torneo.

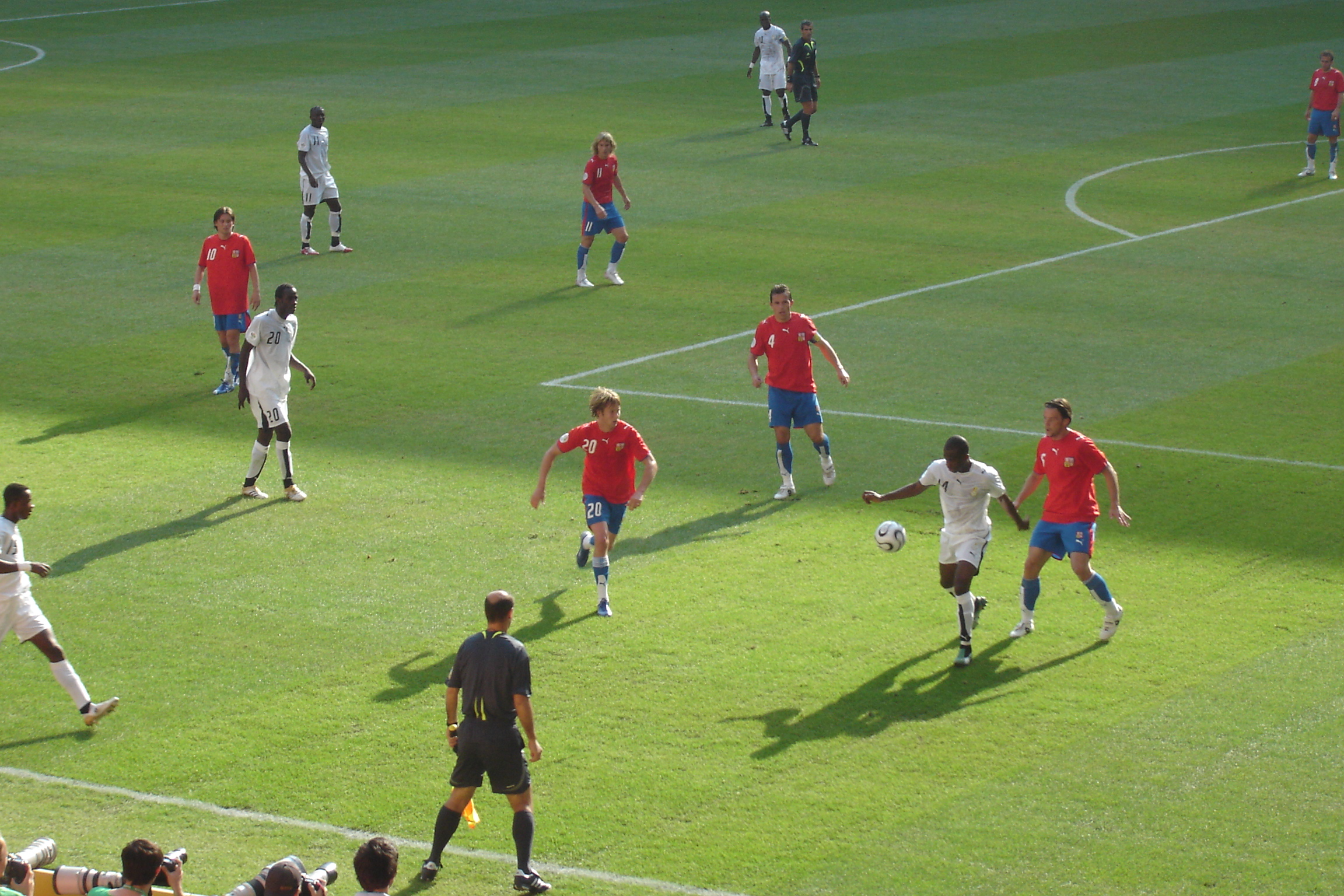
Encuentro entre la y durante la Copa Mundial de Fútbol de 2006 en Alemania

Brasil tendría el honor de llevar a cabo la primera edición de la Copa Mundial tras la guerra en 1950. La gran fiesta que se vivía en el país se vio estropeada cuando la selección uruguaya se llevó el título en el recordado Maracanazo. La Copa Mundial de Fútbol de 1954 en Suiza traería aún más momentos inolvidables. La selección húngara era la gran favorita del torneo, pero sin embargo el combinado de Alemania daría la sorpresa y se quedaría con el título en el momento que quedó inmortalizado como El milagro alemán. Tras los duros golpes recibidos en las ediciones pasadas, Brasil se erigiría como la gran potencia del fútbol mundial, particularmente por las grandes actuaciones de Pelé. Épocas posteriores mostraron un claro dominio de Alemania y Argentina, los cuales se coronaron en dos ocasiones cada uno. Brasil volvería a la gloria años más tarde tras vencer en dos de tres finales consecutivas durante el final y el comienzo del nuevo milenio. Por su parte Francia se sumaría al círculo de gloria al convertirse en el séptimo campeón mundial tras golear a Brasil en la final de la Copa Mundial de 1998 que se disputó en suelo galo.
El éxito de la Copa Mundial la convirtió en uno de los eventos más importantes del planeta, siendo el de mayor audiencia: la Copa Mundial de Fútbol de 2006 en Alemania tuvo una audiencia acumulada de más de 26 mil millones de personas. La creación del torneo masculino ha generado otras competiciones internacionales que amplían el abanico de edades y de género. Desde 1977 se disputa la Copa Mundial de Fútbol Sub-20, mientras que su equivalente en Sub-17 hace lo propio desde 1985. El fútbol femenino vio realizado su sueño en 1991 cuando se realizó la primera edición de la Copa Mundial Femenina de Fútbol. A partir de 2002 también entraría en disputa la Copa Mundial Femenina de Fútbol Sub-20, la cual tendría su versión en Sub-17 a partir de 2008.

## Consolidación

### Confederaciones

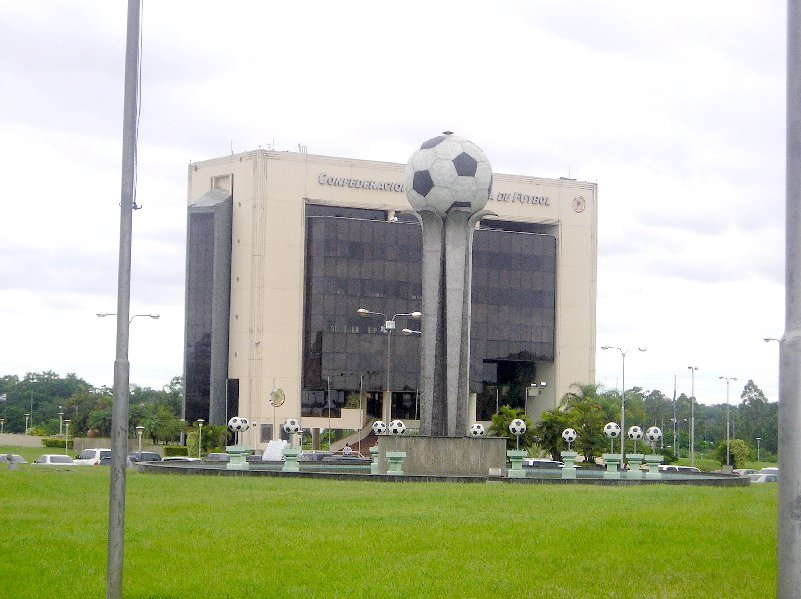
Sede de la Confederación Sudamericana de Fútbol en Luque (Paraguay)

Debido a la cantidad de asociaciones nacionales existentes, desde principios y sobre todo en la mitad del siglo XX se comenzaron a crear sub organizaciones afiliadas a la FIFA con el objetivo de organizar el fútbol en las distintas regiones del mundo.
El primer continente en agrupar a sus asociaciones nacionales fue América del Sur, que el 9 de julio de 1916 (fecha del centenario de la Declaración de independencia de la Argentina), durante el desarrollo del Campeonato Sudamericano 1916 en Buenos Aires, vio nacer a la Confederación Sudamericana de Fútbol. Sus miembros fundadores fueron: Argentina, Brasil, Chile y Uruguay; su primer Presidente fue el uruguayo Héctor Rivadavia Gómez.
Asia organizó su fútbol el 8 de mayo de 1954 en Manila, Filipinas, bajo el nombre de Confederación Asiática de Fútbol (AFC). Los países fundadores fueron Afganistán, Burma, Corea del Sur, Filipinas, Hong Kong, la India, Indonesia, Japón, Paquistán, República de China (China Taipéi), Singapur y Vietnam.
El 15 de junio de 1954 en Basilea, Suiza, fue fundada la organización europea: la Union des Associations Européennes de Football, más conocida por su acrónimo UEFA. La iniciativa se dio por miembros de las asociaciones nacionales de fútbol de Bélgica, Dinamarca, Francia e Italia. El danés Ebbe Schwartz fue el primer Presidente, mientras que el francés Henri Delaunay ocupó el cargo de Secretario General.
El continente africano sería el siguiente en formar su confederación. El 2 de agosto de 1957 la Confédération Africaine de Football (CAF) fue fundada por las cuatro asociaciones africanas afiliadas a la FIFA en ese momento: Egipto, Etiopía, Sudáfrica y Sudán. Su primer presidente, designado en 1957, fue el egipcio Abdel Aziz Abdallah Salem, mientras que su primer Secretario General fue Youssef Mohamed, de la misma nacionalidad.
Las organizaciones de balompié de América del Norte, la North American Football Confederation, y de América Central y el Caribe, la Confederación Centroamericana y del Caribe de Fútbol, dieron origen a la Confederación de Fútbol de Norte, Centroamérica y el Caribe, más conocida por su acrónimo Concacaf, tras fusionarse en 1961.
La más joven de las confederaciones es la correspondiente a Oceanía: la Oceania Football Confederation (OFC). Durante 1964 las asociaciones de Australia y Nueva Zelanda habían pedido incorporarse a la AFC, pero su pedido fue rechazado. Esto motivó a que en 1966 se creara una organización propia para el continente oceánico. Sus miembros fundadores fueron Australia (actualmente afiliada a la AFC), Fiyi, Nueva Zelanda y Papúa Nueva Guinea.

#### Campeonatos regionales

##### Selecciones

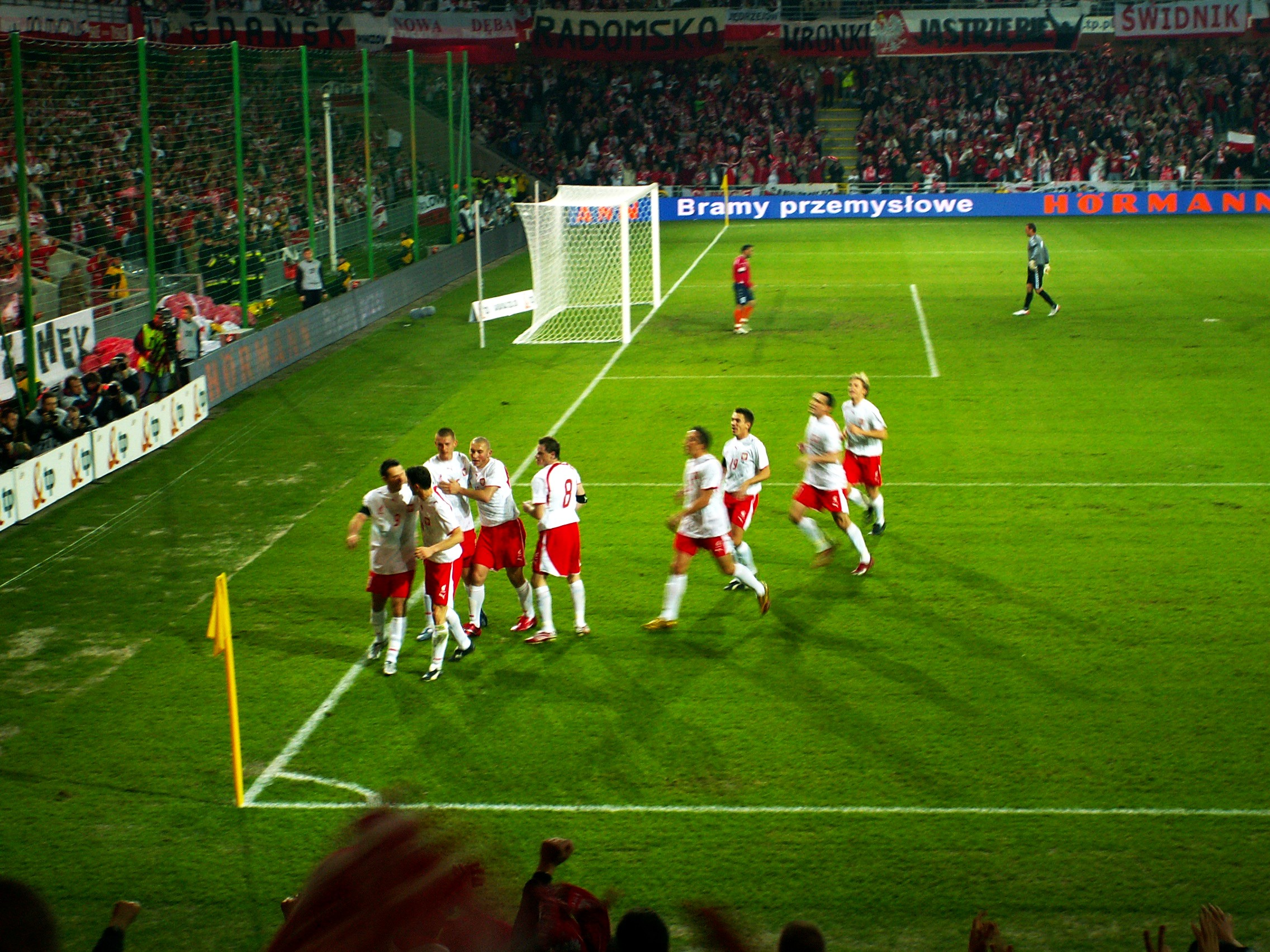
Jugadores celebran frente a por la clasificación para la Eurocopa 2008

El continente que más temprano inició su torneo regional fue Sudamérica. Durante 1910 la Copa Centenario Revolución de Mayo, de carácter amistoso, se convertiría en el torneo sudamericano más antiguo de la historia. El mismo se disputó en Argentina y la selección local obtuvo el título. El torneo sirvió como antecesor del futuro Campeonato Sudamericano de Selecciones de la Confederación Sudamericana de Fútbol, que se disputaría por primera vez en 1916 (también en Argentina) aunque esta vez quedaría en manos de Uruguay.
El continente asiático celebraría su propio torneo oficial dos años después de la fundación de la Confederación Asiática de Fútbol (AFC), en 1956. La primera edición de la Copa Asiática de 1956 se realizó en Hong Kong con la participación de 7 de las 12 asociaciones afiliadas en el momento y quedó en manos de la selección de Corea del Sur. También durante los años 1950 se disputarían los primeros torneos de las asociaciones regionales de la AFC.
La Copa Africana de Naciones tuvo su primera edición en el año 1957. El primer torneo organizado por la Confederación Africana de Fútbol contó con la participación de Egipto, Etiopía y Sudán (Sudáfrica había sido descalificada por el apartheid). La copa disputada en Sudán quedó en manos de la selección egipcia. Durante los años 1970 también se originaron los primeros torneos regionales dentro de África.
Tras la creación de la UEFA en 1954, la realización de un torneo europeo tuvo que esperar hasta 1960, cuando se realizó la primera edición de la Copa de Naciones de Europa, aunque cabe destacar que el proceso clasificatorio se inició dos años antes, en 1958. La fase final del torneo se disputó en Francia, en parte gracias al trabajo de Henri Delaunay. En la final la Unión Soviética logró el título ante Yugoslavia tras la prórroga.
La Concacaf realizó su propio torneo en 1963: la Copa Concacaf. Previamente, antes de la fusión de la CCCF (América Central y el Caribe) y la NAFC (América del Norte), estas organizaciones disputaron la Copa CCCF, desde 1941, y la Copa NAFC, desde 1947. La Copa Concacaf se disputó por última vez en 1971, y desde entonces el ganador de la zona de la Concacaf de la clasificación para la Copa Mundial de Fútbol sería considerado el Campeón de Concacaf. A partir de 1991 la Copa de Oro de la Concacaf se convertiría en el evento máximo para esta zona del mundo futbolístico.
A partir de 1973, 7 años después de la fundación de la Confederación de Fútbol de Oceanía, daría inicio la Copa de las Naciones de la OFC, el máximo evento balompédico de Oceanía. Australia (actualmente afiliada a la AFC), Nueva Zelanda y Tahití han sido los únicos campeones de este torneo, que además a partir de 2002 se juega en conjunto con la clasificación para la Copa Mundial de Fútbol de la zona.
Los campeones de estos torneos disputaban desde 1992 hasta 2017 la Copa FIFA Confederaciones, competición organizada por la FIFA cada cuatro años que desde 2005 se disputaba en el país que recibirá a la Copa Mundial de Fútbol al año próximo.

##### Clubes

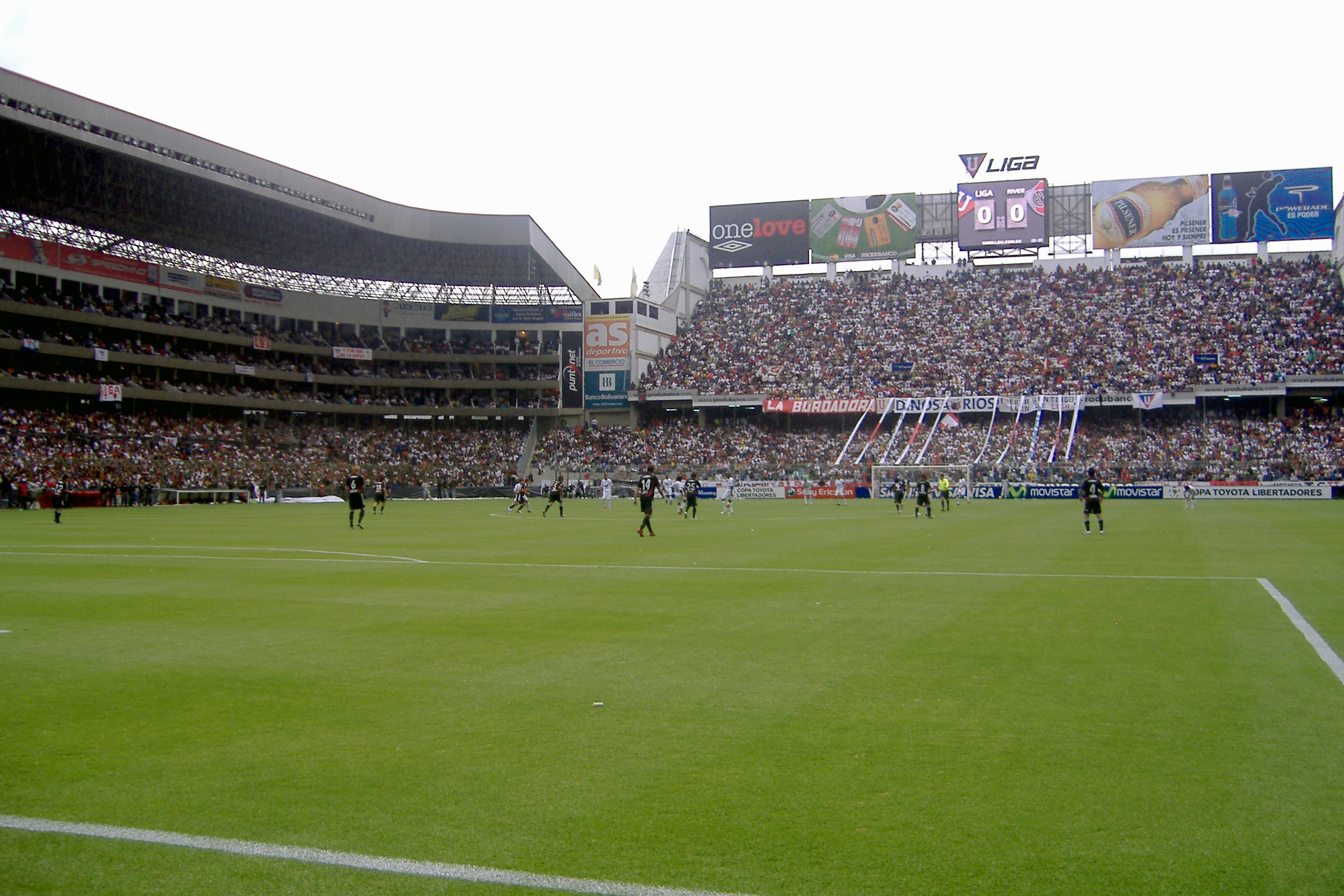
Encuentro entre la Liga de Quito y River Plate por la Copa Libertadores de América de 2007

La creación de las confederaciones, que ya había motivado la creación de los distintos torneos regionales para selecciones, hizo lo propio a nivel de clubes.
Tras la fundación de la confederación europea,  sus dirigentes estaban más interesados en crear un torneo a nivel de selecciones, dejando de lado la idea de uno de clubes. Fue por esto que la iniciativa para la creación de la Copa de Campeones de Europa en 1955 no correspondió a la UEFA, sino a un diario francés: L'Équipe. Conocida desde 1992 como Liga de Campeones de la UEFA, es actualmente el torneo de fútbol europeo más importante a nivel de clubes. La Recopa de Europa clasificaba, principalmente, a los ganadores de las competiciones de Copa de cada país. Desde su creación hasta la realización de la Copa de la UEFA fue el torneo más importante tras la Liga de Campeones. La Copa de la UEFA, sucesora de la Copa de Ferias, quedaría como el segundo torneo más importante.
Sudamérica ya había experimentado la realización de un torneo a nivel de clubes en 1948 con la realización de la Copa de Campeones, pero la actual Copa Libertadores de América nació en realidad por la necesidad de que el Campeón europeo tuviera un rival en la Copa Intercontinental. En 1959 la Conmebol autorizó la realización del máximo evento de clubes sudamericanos y al año siguiente se realizó la primera edición. Desde 1992 se disputaría la Copa Conmebol, una competición al estilo de la Copa de la UEFA europea donde podían participar equipos que también disputaran la Libertadores, aunque las asociaciones solían destinar los cupos de la copa mencionada en segundo término para los mejores equipos de sus campeonatos, por lo cual la nueva copa no siempre recibiría a equipos que estaban ubicados en las posiciones de vanguardia de sus países. El poco interés que recibió la dejó a un nivel inferior al máximo torneo. En los últimos años de este torneo se comenzaron a disputar otros torneos regionales: la Copa Mercosur y Merconorte, que quedarían como torneos secundarios y no lograrían el interés deseado. Tras la abolición de todos estos torneos regionales se creó la actual Copa Sudamericana, la cual se convirtió en la segunda competición en importancia.

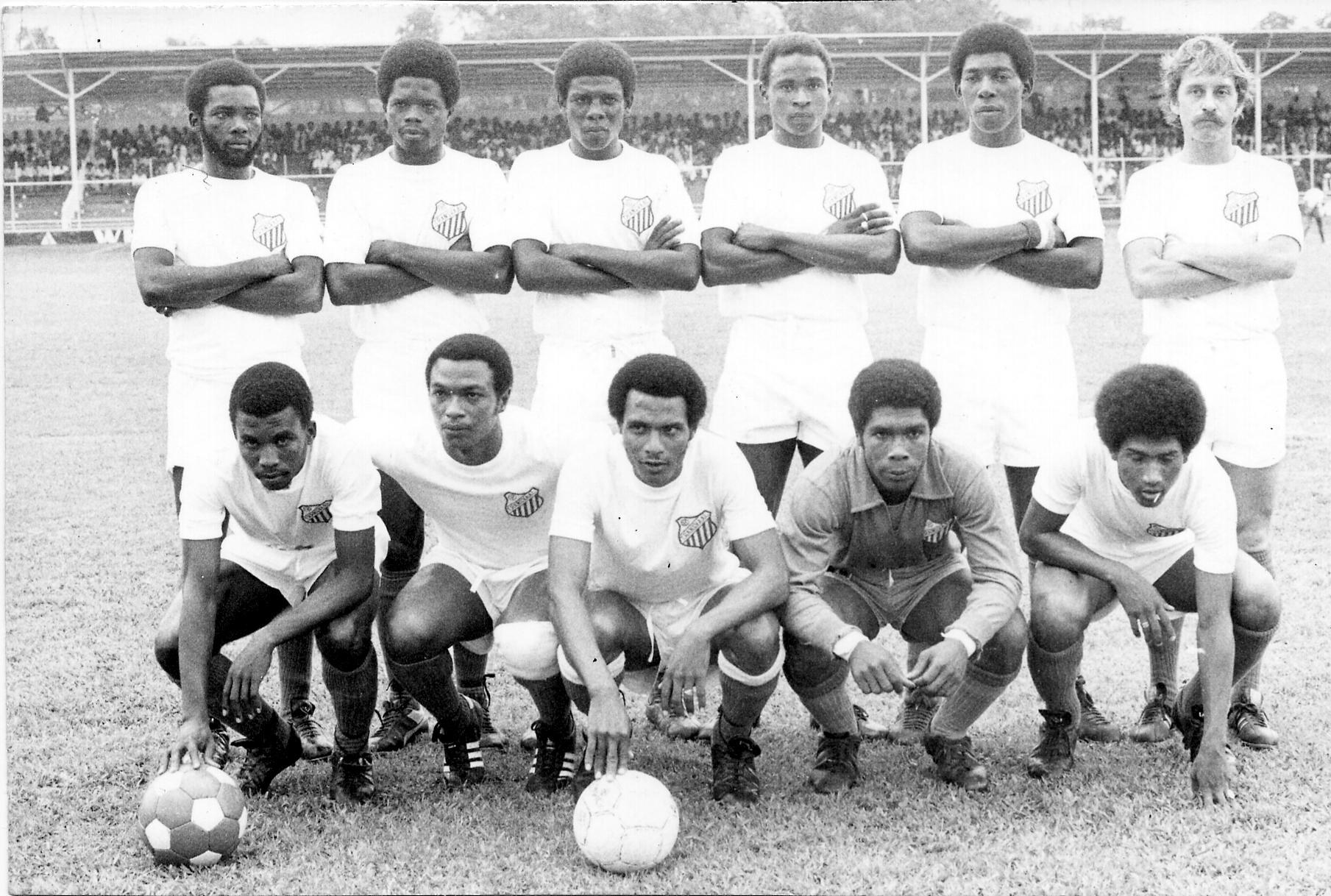
El primer equipo del SV Transvaal de Surinam durante la Copa de Campeones de la Concacaf de 1975

La Concacaf comenzaría la disputa de su Copa de Campeones en 1962, torneo que se mantiene en la actualidad como el único a nivel de clubes organizado por la Concacaf. En 1991 el fútbol de La Confederación tendría su primera competición secundaria: la Recopa de la Concacaf. El torneo gozó de poca popularidad y apenas se disputaron la mitad de sus ediciones. En 2001 se disputaría la primera y única edición de la Copa de Gigantes, torneo donde participaban los equipos de acuerdo a los niveles de espectadores en sus ligas.
La primera edición de la Liga de Campeones de la CAF, el torneo de balompié más importante de la confederación de África, la CAF, daría inicio en el año 1964. Desde 1975 la Copa Africana de Ganadores de Copa recibiría únicamente a los ganadores de las competiciones de Copa de los países, y se convertiría en la segunda competición en importancia. Otra competición secundaria, la Copa CAF, se comenzaría a jugar en 1992 en un formato similar al de la Copa de la UEFA. En 2004 los dos torneos secundarios se fusionarían y darían lugar a la Copa Confederación de la CAF.
La Confederación Asiática de Fútbol dio inicio a su propio torneo en 1967 con la primera edición de la Copa de Campeones de la AFC. En 1990 se comenzó a disputar la Copa de Campeones de Copa de la AFC, un torneo reservado únicamente para campeones de torneos de Copa de cada país. A partir de la temporada 2002/2003 ambos torneos se fusionarían y darían lugar a la Liga de Campeones de la AFC. Desde 2004 este nuevo torneo estaría al alcance únicamente de los clubes de las denominadas asociaciones maduras, dejando a las denominadas asociaciones en desarrollo la disputa de la Copa AFC y a las emergentes la Copa Presidente de la AFC.
Por último, la Confederación de Fútbol de Oceanía alcanzaría el sueño de su propio torneo recién en el año 1987, cuando se realizó el primer Campeonato de Clubes de Oceanía, denominado Liga de Campeones de la OFC u O-League a partir de 2007.

### Copa Intercontinental y Mundial de Clubes
La idea de un campeonato que definiera al Campeón del Mundo a nivel de clubes se remonta al año 1887. El 13 de agosto se enfrentaron en el Hibernian Park de Edimburgo el campeón de la Copa de Escocia, el Hibernian Football Club, y el Preston North End Football Club, considerado el mejor equipo inglés de la época: el encuentro terminó con victoria del equipo escocés por 2 a 1 y dicho partido fue conocido como el Campeonato del Mundo. A mediados del siglo XX se disputaron dos torneos amistosos que también recibieron el nombre de Campeonatos del Mundo: la Copa Río de Janeiro, disputada desde 1951, y la Pequeña Copa del Mundo de Clubes, disputada por primera vez en 1952. Ambos torneos presentaron equipos tanto de América del Sur como de Europa.
La Copa Europea/Sudamericana, más conocida como Copa Intercontinental, recibiría a partir de 1960 a los mejores equipos de los continentes más poderosos del balompié internacional: el campeón de la Copa Libertadores por América del Sur y el de la Liga de Campeones por Europa. El torneo gozó de gran popularidad durante los años 1960, pero la negativa de algunos clubes europeos de no participar debilitaron el mismo durante los años 1970. Estos problemas fueron resueltos gracias a la decisión de definir al campeón en un encuentro único disputado en terreno neutral: Tokio (Japón) recibiría a partir de 1980 a la ahora denominada Copa Toyota.
En 2000 se disputó la primera edición de la Copa Mundial de Clubes de la FIFA, que pretendía reemplazar a la Copa Intercontinental al extender la participación en la misma a equipos de otros continentes. Durante ese año se disputaron ambos torneos. Finalmente a partir de 2005 el Mundial de Clubes reemplazaría la Copa Intercontinental y se alzaría como el máximo evento a nivel de clubes.

## Fútbol femenino

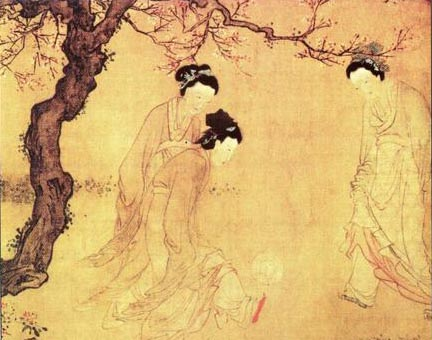
Mujeres chinas practicando el cuju.

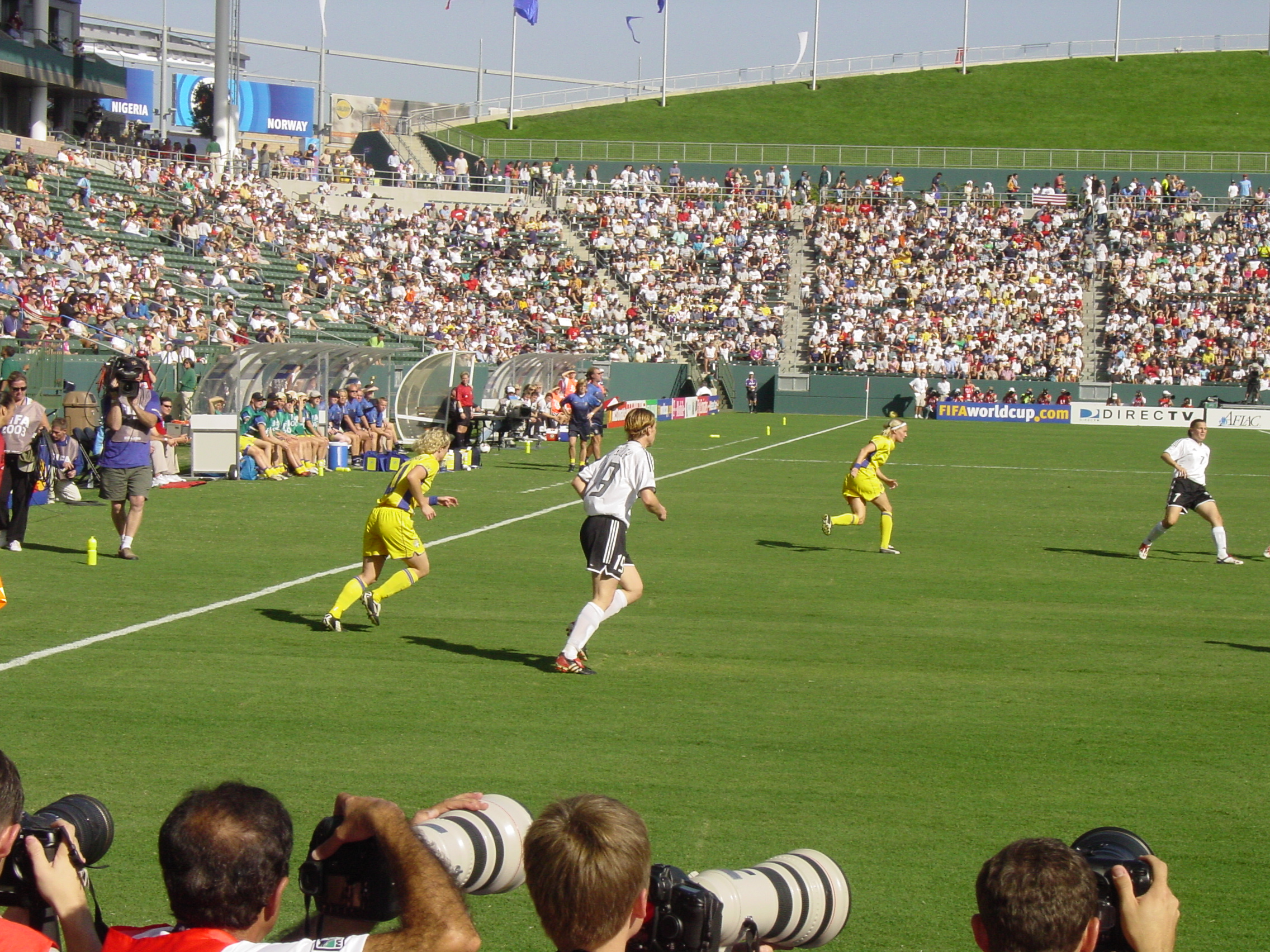
Partido entre las selecciones de y durante la Copa Mundial Femenina de Fútbol de 2003.

Los registros más antiguos de juegos similares al fútbol asociación con participación femenina ocurrieron durante la dinastía Tang (618-907) en China en el juego denominado cuju (o Tsu Chu). En las islas británicas existen registros de juegos femeninos anuales de alguna variante del fútbol que datan de los años 1790, más precisamente los correspondientes a Midlothian, Escocia.
Tras la unificación de códigos de 1863, donde se oficializaron las reglas del fútbol asociación, el primer encuentro registrado bajo este juego de reglas ocurrió en 1892 en Glasgow (Escocia), mientras que el primer encuentro en Inglaterra sucedió en 1895.
A comienzos del siglo XX el balompié femenino estaba en duda debido a que las asociaciones británicas no fomentaban la realización de estos encuentros con motivos benéficos y en general esta variante femenina no tenía una aceptación universal. Sin embargo la Primera Guerra Mundial, particularmente gracias a la incorporación de mano de obra femenina al sector industrial, revivió al fútbol femenino. El equipo más popular de la época fue el Dick, Kerr's Ladies, conformado por trabajadoras de la empresa Dick, Kerr & Co. En 1920 este equipo disputó los primeros encuentros internacionales: frente a un representativo de Escocia, logrando una victoria por 22 goles a 0, y ante un equipo francés, venciendo por 2 a 0. Ese mismo año el equipo marcó el récord de público para un encuentro femenino en Inglaterra, el cual se mantiene en la actualidad: 53.000 personas.
En diciembre de 1921 la Asociación Inglesa de Fútbol prohibió la realización de partidos de mujeres en los estadios de la Football League, gracias a lo cual bajó la popularidad de los encuentros femeninos. No obstante el deporte continuó existiendo durante décadas posteriores. En 1969 se fundó un equivalente femenino a la Football Association: la Women's Football Association. En 1971 se levantó el bloqueo puesto en 1921 y un año después, en noviembre de 1972, se realizó el primer encuentro oficial internacional entre selecciones, casualmente 100 años después de su equivalente masculino: Inglaterra venció a Escocia por 3 a 2 en un encuentro disputado en Greenock (Escocia).
La aceptación de la rama femenina en Inglaterra llevó a que en noviembre de 1971 la UEFA recomendara a sus asociaciones controlar y desarrollar el fútbol femenino en sus respectivos países. En 1990 el departamento de entrenamiento y educación de la FA contrató a féminas para distintos cargos ejecutivos, fomentando de esta forma aún más la incorporación femenina en todos los aspectos del juego.
Tras la iniciativa de la UEFA se comenzaron a disputar los primeros torneos regionales entre selecciones. El primer torneo a nivel de confederaciones fue en Asia, donde el Campeonato Femenino de la AFC se comenzó a disputar en 1975; Oceanía dio inicio a su Campeonato Femenino de la OFC en 1983; la realización de un torneo en Europa fue en 1985 con el primer Campeonato para Representativos de Equipos Femeninos, que más tarde se conocería como Campeonato Femenino de la UEFA o simplemente la Euro Femenina; el resto de los continentes empezaron sus torneos en 1991: el Campeonato Sudamericano Femenino, el Campeonato Femenino Africano de Fútbol y el Campeonato Femenino de la Concacaf, más tarde llamado Copa de Oro Femenina de la Concacaf.
Durante los años 1970 y 1980 se disputaron varios torneos mundiales femeninos de carácter no oficial, donde se destacó el Mundialito Femenino de Italia, disputado en 5 ocasiones, y un torneo de carácter amistoso organizado por la FIFA en 1988. En 1991 por iniciativa del presidente de la FIFA, João Havelange, se realizó la primera edición de la Copa Mundial Femenina de Fútbol. El evento se desarrolló en la República Popular China y quedó en manos de Estados Unidos, que derrotó en la final a Noruega ante 65.000 personas. Las jóvenes y adolescentes se incorporarían a la actividad mundial con la disputa de la Copa Mundial Femenina Sub-20 a partir de 2002 y la Copa Mundial Femenina Sub-17 a partir de 2008. Desde 1996 el fútbol femenino también forma parte de los Juegos Olímpicos de verano.

## Las reglas del juego

### Campo de juego

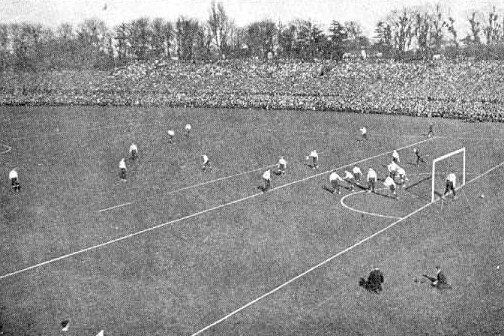
Encuentro final de la FA Cup de 1901 en las afueras del Crystal Palace. Nótese las líneas a 12 y 18 yardas, el área en forma de M arqueada y el círculo central

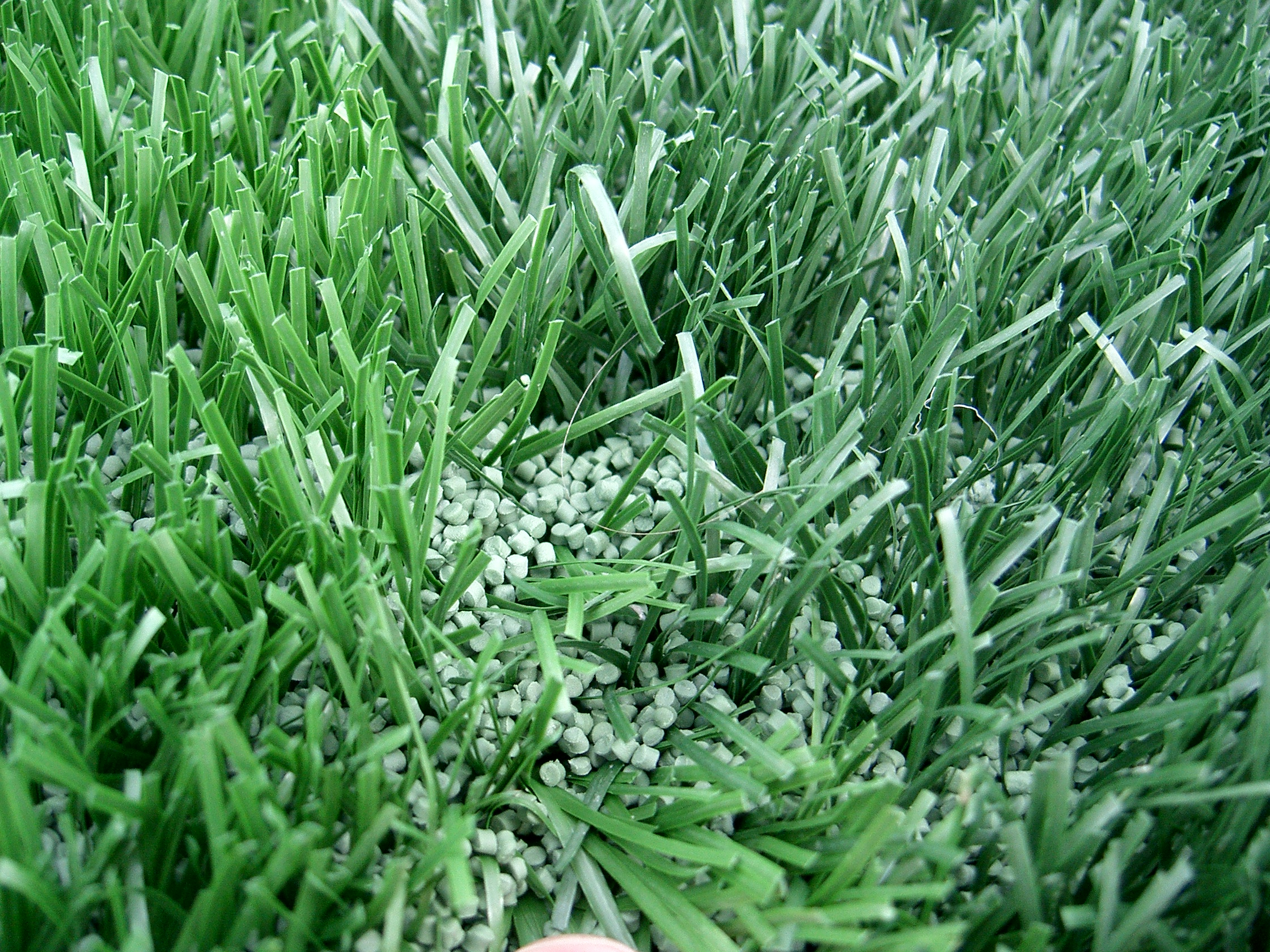
Acercamiento al césped artificial del Romssa Arena en Tromsø, Noruega

Las primeras reglas del fútbol asociación de 1863 mostraban un terreno de juego simple: un rectángulo cuyo largo máximo era de 200 yardas (unos 183 metros) y su ancho máximo 100 yardas (91,5 metros). Las cuatro esquinas se marcaban con banderines y no se pintaban ni las líneas de banda, ni las de meta. La portería constaba de dos postes verticales separados por 8 yardas (7,32 metros) sin ninguna cinta o travesaño que los uniera. La altura de los mismos no estaba determinada.
En 1891, ya con la IFAB, se instauraron grandes cambios respecto al campo de juego, principalmente por la introducción de los tiros penales. Se oficializaron las medidas mínimas del largo (100 yardas o 91,5 metros) y ancho (50 yardas o 45,75 metros) del campo; todas las líneas de banda y meta se debían marcar. El centro del campo se debía marcar con un punto y un círculo de 10 yardas (9,15 metros) con centro en el mismo. También se agregó un travesaño horizontal que uniera los postes verticales; la distancia del mismo al suelo era de 8 pies (2,44 metros). A 12 yardas (11 metros) de cada línea de meta y adentrándose en el terreno se trazaba una línea paralela: la línea penal. Desde la base de cada poste vertical se trazaba una semi-circunferencia de 6 yardas (5,5 metros) hacía adentro del campo. La unión de ambas formaban un área en forma de M arqueada. También se introdujeron las redes para las metas.
En 1897 se modificó a lo largo y ancho del campo y se dieron longitudes para ser utilizadas en partidos internacionales. Estas longitudes se mantienen en la actualidad. En 1901 se agregó una línea punteada paralela a la de meta a 18 yardas (16,5 metros) de la misma, que no tenía que ocupar todo el ancho del terreno necesariamente.
En 1902 se haría el último gran cambio a las reglas del campo de juego. Se crearon las áreas penales y de meta y se agregó la línea central. El modelo de terreno de ese año prácticamente no tendría cambios hasta la actualidad. La única variación importante desde entonces se produjo en 1937, cuando se agregó la semi-circunferencia al borde de las áreas penales, con centro en el punto penal y un radio de 10 yardas (9,15 metros).
En 1977 se adoptaron las marcas a 10 yardas (9,15 metros) de los arcos de las esquinas para ser utilizadas durante los saques desde ese lugar, aunque su uso no sería obligatorio. En 1988 se decidió que las metas deberían ser blancas.
A principios de los años 1980 se comenzó a experimentar con la utilización de césped artificial en los campos de balompié de Inglaterra. Desde entonces el nuevo material no colmaría las expectativas del ambiente del fútbol, ya que incluso era propenso a causar lesiones. Esto causó que el césped sintético fuera prohibido por la FIFA a comienzos de los años 1990. En 2001 el mencionado órgano introdujo estándares de calidad para la instalación y mantenimiento del césped artificial y en 2004 la International Football Association Board introdujo el concepto del material a las Reglas del Juego. El césped artificial se utilizó por primera vez en una competición internacional durante la Copa Mundial de Fútbol Sub-17 de 2003.

### Pelota

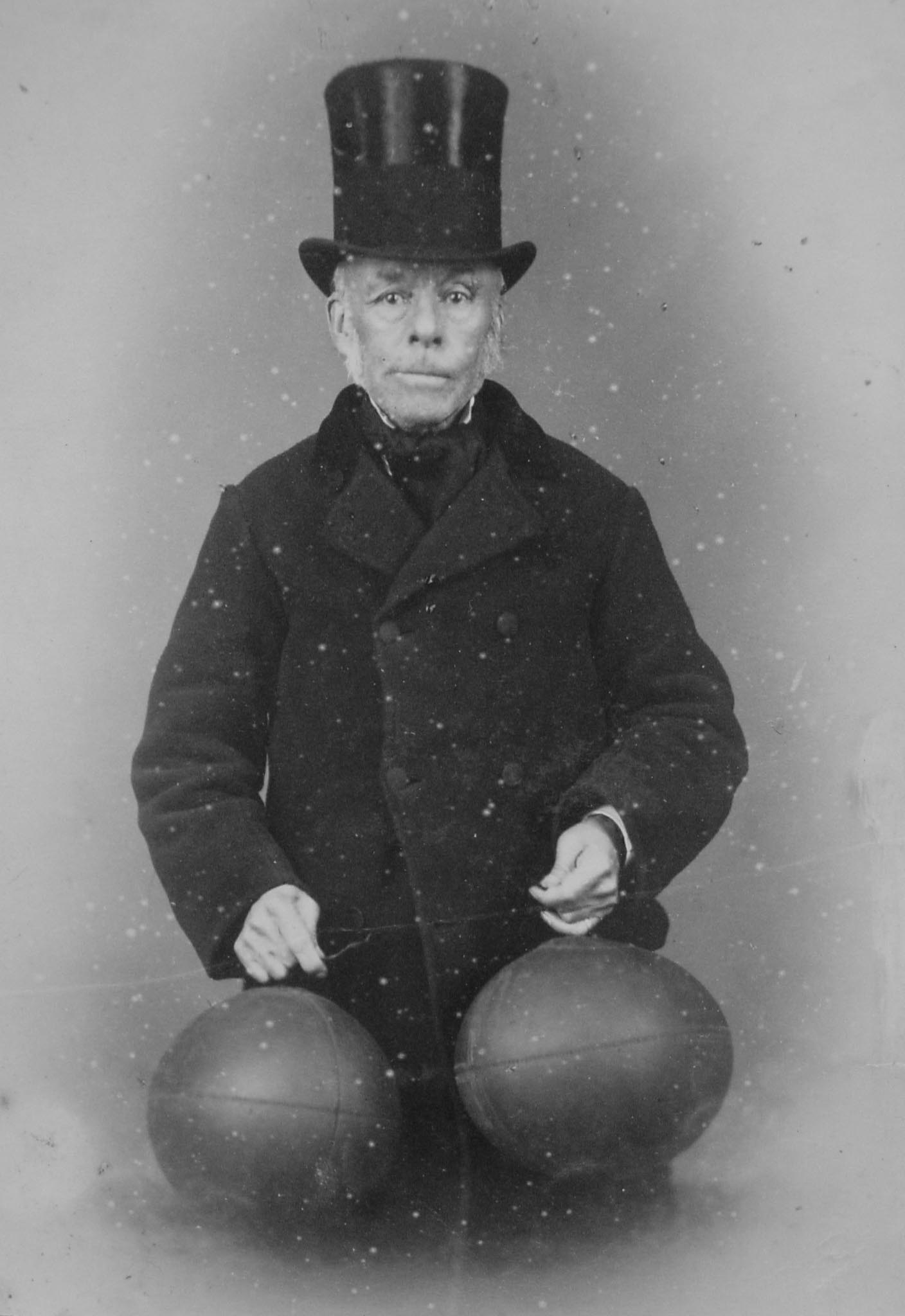
Richard Lindon exhibiendo dos pelotas inflables

Hasta mediados del siglo XIX las pelotas utilizadas para los diferentes códigos de fútbol estaban hechas de vejigas de puercos, por lo cual su forma y movilidad eran muy inestables. Gracias al descubrimiento de la vulcanización del caucho por Charles Goodyear en 1836 se pudieron crear pelotas más esféricas. El mismo Goodyear diseñó y creó la primera pelota de fútbol en el año 1855. La misma se utilizó oficialmente por primera vez el 7 de noviembre de 1863 en un encuentro amistoso en Boston, Estados Unidos. A su vez el balón sirvió como trofeo para el ganador del partido. El primer encuentro de baloncesto de la historia se jugó con la pelota diseñada por Goodyear. Durante los años 1860 y 70 la familia Lindon de la ciudad de Rugby comenzó a distribuir las primeras pelotas con válvula inflable, la cual permitiría mantener por más tiempo la forma de los balones.

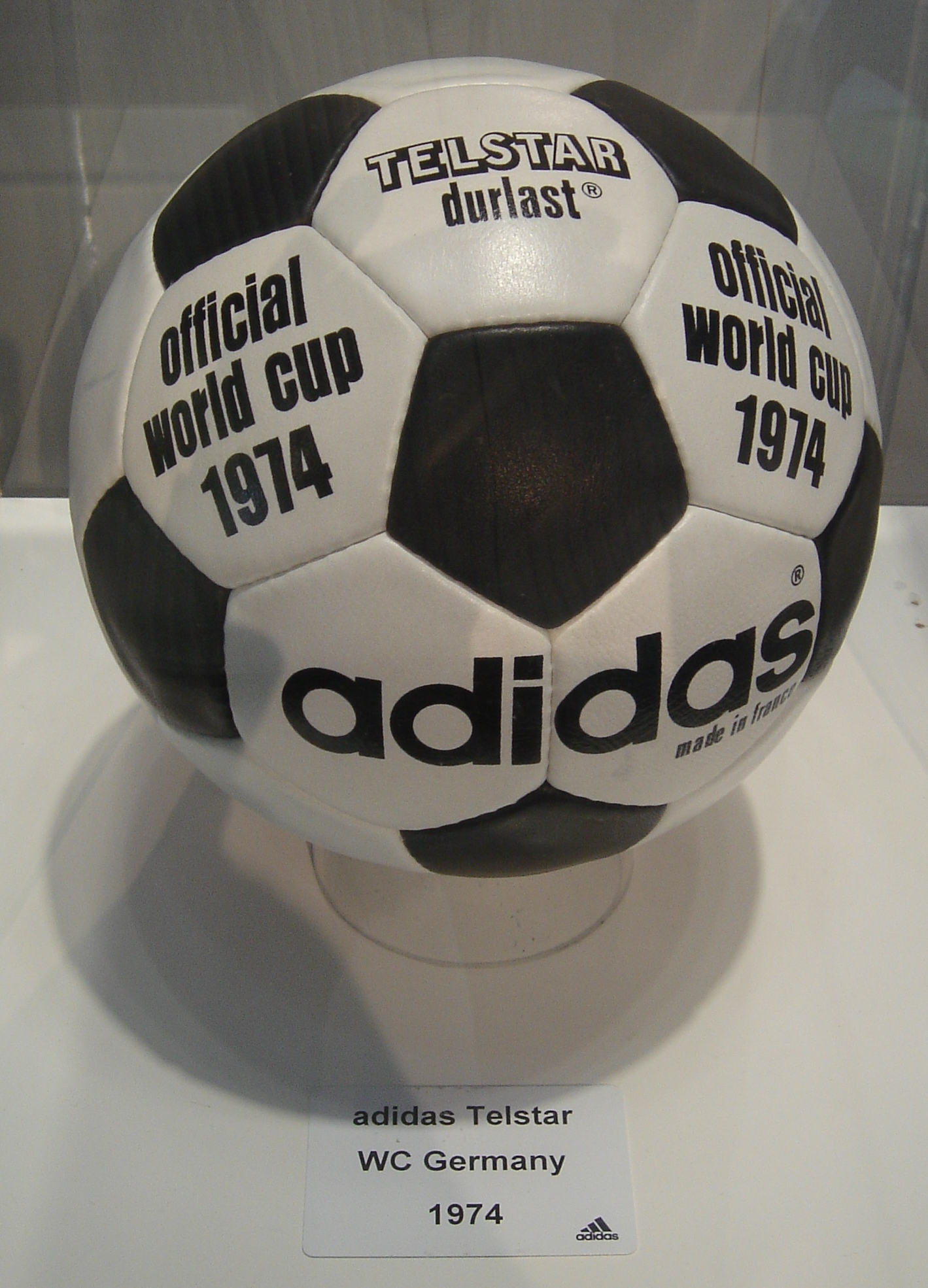
Telstar de adidas, la buckyball utilizada en México 1970 y Alemania 1974.

Las primeras reglas del fútbol asociación de 1863 no especificaban estándares para los balones, aunque una revisión de 1872 definió que los balones debían tener forma esférica, una circunferencia de entre 27 y 28 pulgadas (68,58 y 71,12 centímetros respectivamente) y un peso de entre 13 y 15 onzas (368,5 y 425,2 gramos respectivamente). Los requisitos se han mantenido prácticamente iguales hasta la actualidad.
Desde entonces los únicos cambios importantes han sido en cuanto a los materiales de fabricación y la forma de los gajos. El balón de Goodyear presentaba gajos similares a los de las actuales pelotas de baloncesto. Más adelante los gajos se ubicaron en pares o tríos en seis paneles alrededor del balón. Los gajos se cosían a mano desde su interior y luego el revestimiento total se cosía desde el exterior dejando una característica cicatriz a la vista. Durante los años 1950 Richard Buckminster Fuller diseñaría la denominada buckyball, la cual ubicaba sus gajos según la estructura del buckminsterfullereno: 20 hexágonos y 12 pentágonos. En 2006 adidas introduciría la Teamgeist, la cual consta de 16 gajos curvos. Las antiguas pelotas de cuero tenían el defecto de absorber mucha agua, pero esto fue solucionado en los años 1960 con la introducción de los balones fabricados 100% de cuero sintético.

### Desarrollo del encuentro
Desde sus inicios el juego se ha iniciado con un saque desde el centro del terreno, el cual no ha sufrido modificaciones hasta la actualidad (ver más abajo). En un principio la duración de los encuentros no estaba fijada, aunque ya desde 1866 el tiempo de 90 minutos comenzaba a ser una norma. En 1897 esto se hizo oficial y además se definió que el entretiempo no debía superar los 5 minutos. Para 1995 el tiempo de descanso aumentó a un máximo de 15 minutos para adaptarse a las exigencias actuales.
Originalmente se podía convertir un gol cuando se hacía pasar la pelota entre dos postes verticales, independientemente de a qué altura pasaba. En 1866 se agregó una cinta entre los postes a 8 pies de altura (2,44 metros) para delimitar el área del posible gol, la cual sería sustituida en 1891 por un poste horizontal (travesaño o larguero) rígido.
Cuando un partido termina empatado en una competición de eliminación directa se recurren a diferentes métodos de desempate. La FA Cup, el torneo más antiguo del mundo, utilizaba desde sus orígenes el tiempo extra, la repetición de partidos y los sorteos para desempatar encuentros. A partir de 1970 se eliminaron los sorteos y se comenzaron a utilizar las definiciones por penales. En 1993 se comenzaron a disputar tiempos extra con gol de oro, mientras que en 2002 el gol de plata también se empezó a utilizar, pero únicamente en la UEFA. Ambos fueron abolidos en 2004. En 1967 la UEFA utilizó por primera vez la regla del gol de visitante.
En 1903 se autorizó al árbitro central a permitir que el juego continúe si un equipo saca ventaja del juego tras una infracción de un jugador rival, lo que se conoce popularmente como ley de la ventaja.
La regla del fuera de juego, también conocida como offside, en 1863 no permitía que un jugador ubicado entre la pelota y la línea de meta rival participara de la jugada, ya sea tocando el balón o interfiriendo de alguna forma en el desarrollo del juego. No se podía estar en offside si se recibía el balón directamente desde un saque de meta. En 1887 esta regla fue modificada, por lo cual un jugador estaba fuera de juego si participaba de la jugada, se ubicaba por delante de la pelota al momento del pase, tenía a menos de 3 rivales delante y no estaba en su mitad del terreno. En 1925 el número de rivales por delante de la línea de la pelota se redujo a 2. Finalmente la última modificación a esta regla ocurrió en 1990, donde se definió que si un jugador estaba por delante de la línea de la pelota al momento del pase y ubicado al mismo nivel (o en la misma línea) que el penúltimo rival estaría habilitado.

### Jugadores y árbitros

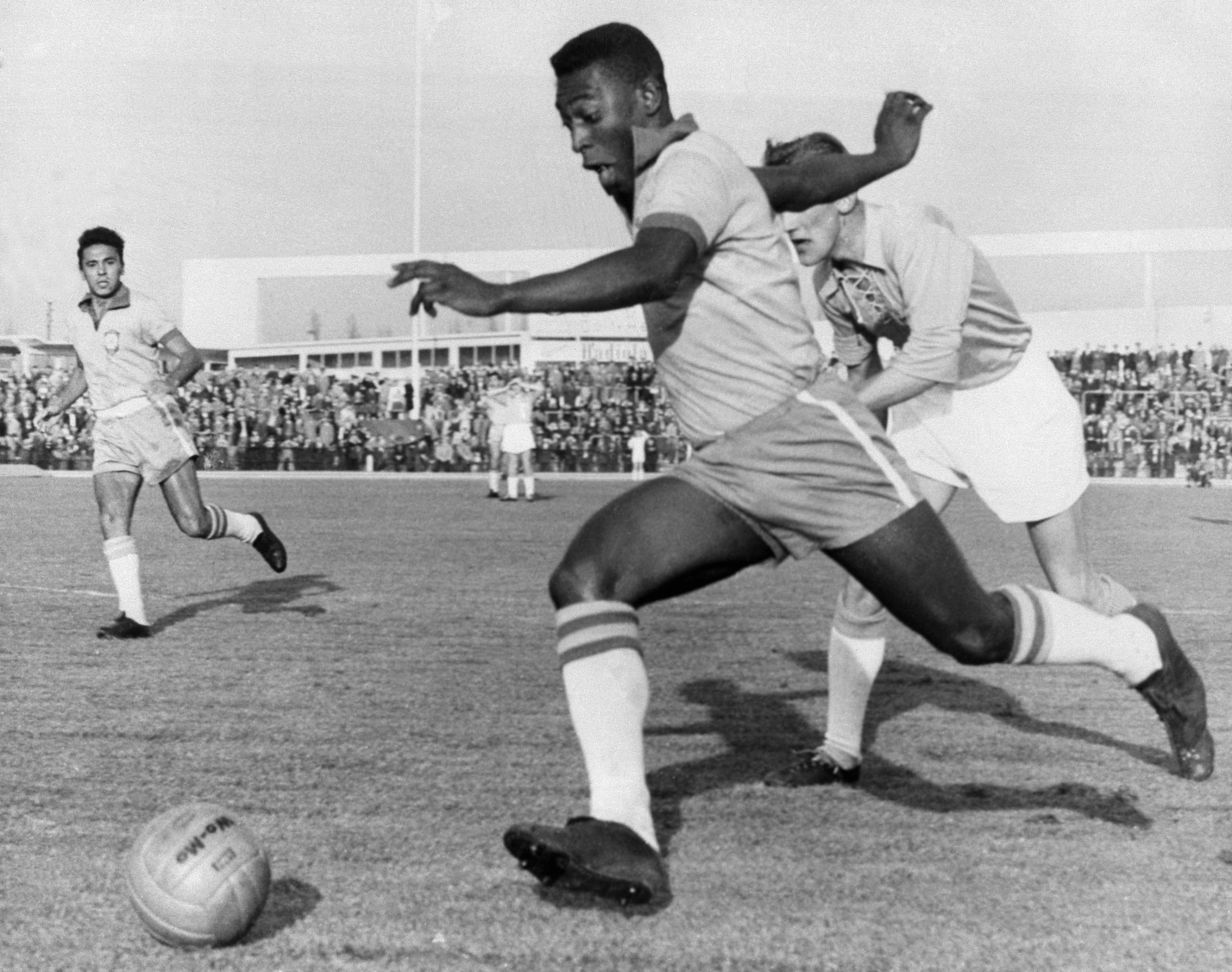
Pelé ha sido el «mejor futbolista de la historia» según la mayoría de los especialistas.

Desde sus inicios el número de jugadores por equipo se solía definir entre los capitanes, y no era normal que se disputaran encuentros con un número desigual de balompedistas por bando. En 1897 el número de 11 por equipo se hizo obligatorio para todos los partidos oficiales.
Durante los años 1960 los cambios de jugadores durante los partidos fueron gradualmente aceptados, aunque con constantes modificaciones y restricciones. En 1994 se permitió un cambio más a los dos ya permitidos, aunque uno de los mismos estaba destinado únicamente al guardameta. Finalmente en 1995 las tres sustituciones permitidas se abrieron a cualquier tipo de jugador.
Las primeras reglas de la Asociación Inglesa de Fútbol no diferenciaban entre las ocupaciones de cada jugador. Se jugaba principalmente con los pies, aunque el uso de las manos estaba permitido para detener el balón. A comienzos de los años 1870 se comenzó a definir una posición particular: el guardameta. A diferencia de los demás jugadores éste tenía la posibilidad de utilizar sus manos en todo el terreno, lo cual se delimitó a su mitad de cancha en 1887 y a su área penal en 1913. En 1983 se definió que una vez que el guardameta controlase el balón con sus manos no podría dar más de cuatro pasos con el mismo antes de soltar la pelota. Anteriormente quedaba a discreción del juez si el portero estaba o no tratando de ganar tiempo al no jugar la pelota. Desde 1993 tampoco podría recibir un pase con el pie de un compañero y tomar el balón con sus manos. Por último en 2000 la regla de los cuatro pasos fue cambiada por una similar, pero con la restricción de seis segundos de posesión.
En un principio no había árbitros de ningún tipo, ya que las disputas reglamentarias eran discutidas entre los capitanes. Más adelante el uso de dos umpires, uno por cada equipo, comenzó a ser normal en Gran Bretaña; los mismos no tomaban decisiones, pero eran consultados en caso de que surgieran dudas. Extrañamente la primera mención de los umpires en las reglas del juego surgió recién en 1874. A final de los años 1860, por iniciativa de Sheffield, el uso de una tercera persona neutral (un referee) para dirigir los encuentros comenzó a ser estudiado. En 1881 surgió la primera aparición de un referee en las reglas del juego, aunque aún con poca autoridad; hacía 1884 los mismos ya podían tomar decisiones por cuenta propia, sin consultar a los participantes. En 1891 el referee, que se ubicaba afuera del campo, entraría al mismo, mientras que los umpires pasarían a ser jueces de línea. Desde este momento el referee, posteriormente conocido como árbitro principal o simplemente árbitro en español, tomaría las decisiones más importantes, como amonestar o expulsar, ya sea por doble amonestación o una infracción grave, a un futbolista. El uso de tarjetas amarillas y rojas para indicar esto último surgió por iniciativa del árbitro inglés Ken Aston a finales de los años 1960. A partir de 1961 los jueces de línea dejarían de tomar decisiones, para simplemente indicar sobre las posibles infracciones al árbitro central. En 1993 y 2007 se sumarían el cuarto y quinto árbitro respectivamente, los cuales son opcionales, cumplen funciones administrativas y sirven como posibles reemplazos de sus colegas en caso de lesión.

### Inicio y reanudación del juego

#### Saque de centro y elección de campo
El protocolo de comienzo de un encuentro no ha cambiado desde 1863: se realiza un sorteo que decide qué equipo da el puntapié inicial y qué equipo elige su mitad del campo. Desde ese año, en el saque de centro, ningún jugador puede estar a menos de 9,15 del balón hasta que este sea puesto en juego.
Originalmente, los equipos cambiaban de campo cuando se metía un gol, y el equipo que lo había encajado sacaba de centro. Sin embargo, a partir de 1875, solo se cambia de campo entre el primer y segundo tiempo. Además, se estableció que, al comenzar el segundo tiempo, el saque de centro lo realizará el equipo contrario al que lo hizo en el primero.

#### Saque de banda
Originalmente cuando la pelota salía de los límites del terreno de juego, se volvía a poner en juego mediante un tiro libre. Este tiro libre era efectuado por el equipo que lo tocara primero después de que este saliera, independientemente de quién lo hubiera sacado del campo. Si el esférico salía por una de las líneas laterales, se efectuaba el tiro libre desde el punto donde salió. Si la pelota abandonaba el terreno por una línea de meta (excepto entre los postes) y era un defensor quien la tocaba primero, se realizaba un saque desde la línea de meta. Si era un atacante quien la tocaba, el tiro se efectuaba a 15 yardas (14m) de la portería.
En 1872, se decidió que quien efectuaba el saque de banda debía ser del equipo contrario de quien la sacó del campo. Además, se estableció el córner y el saque de meta actuales. A partir de 1877 los saques de banda se realizaron con una mano, pudiéndose usar las dos a partir de 1883.

#### Tiros libres y penales
Cuando un jugador obtenía una marca, lograba un tiro libre a favor suyo, siempre que lo indicara realizando un gesto con su talón. En él, los rivales debían permanecer detrás de la pelota hasta su ejecución. Este regla original de 1863 fue eliminada poco después, en 1866.
En 1891 se introdujeron los penales, que se adjudicaban a un jugador cuando le hacían una falta dentro de la zona de 12 yardas rival. El balón se debía patear desde cualquier lugar de la mencionada línea, mientras el resto de los jugadores, salvo el guardameta rival, debían estar por detrás de la línea de 18 yardas. El guardameta se podía acercar hasta la línea de 6 yardas. Con la introducción de las áreas en 1902, la zona para la posible infracción se extendió a toda el área penal. Al efectuar el tiro, sólo el pateador y el guardameta rival podrían estar dentro del área, y el balón debía tirarse desde el punto penal. Desde 1929 el portero debe mantener sus pies sobre la línea de meta hasta la realización del tiro.
Durante 1903 se comenzó a diferenciar desde qué tiros libres se podía convertir directamente un gol, lo que hoy se conoce como tiro libre directo e indirecto.
Las reglas del fútbol, también conocidas como las reglas de juego a nivel de la FIFA, son las reglas que rigen el balompié en todo el mundo. Los cambios en las mismas están a cargo de la International Football Association Board, la cual está conformada por la FIFA y las cuatro asociaciones de fútbol del Reino Unido.

### Historia
- Fútbol Clásico - Historia en el sitio oficial de la FIFA Archivado el 28 de julio de 2008 en Wayback Machine.
- Historia del fútbol en ExpertFootball.com
- Curiosidades de fútbol en la Historia en DondeverFutbol.com
- Historia del fútbol mundial: Grecia, China, Paraguay, Inglaterra, España y Dominicana

### Estadísticas
- Rec.Sport.Soccer Statistics Foundation (inglés)
- Federación Internacional de Historia y Estadística de Fútbol

### Documentos oficiales
- Archivos de reuniones de la IFAB en SSBRA.org (inglés)

- Datos: Q83479
- Multimedia: History of association football / Q83479